# Józef Stalin
Józef Stalin (ros. Иосиф Сталин), właśc. Iosif Wissarionowicz Dżugaszwili (ros. Ио́сиф Виссарио́нович Джугашви́ли, wym. [ɪˈosʲɪf vʲɪsərʲɪˈonəvʲɪt͡ɕ d͡ʐʐʊɡɐˈʂvʲilʲɪ] ( odsłuchaj); Ioseb Besarionis Dze Dżughaszwili, gruz. იოსებ ბესარიონის ძე ჯუღაშვილი; ps. Stalin, Koba, Soso, Iwanow, Wasiljew, Czyżykow, Besoszwili; ur. 6 grudnia?/18 grudnia 1878 w Gori, zm. 5 marca 1953 w Kuncewie (obecnie dzielnica Moskwy) – rewolucjonista bolszewicki, dyktator, polityk i zbrodniarz komunistyczny pochodzenia gruzińskiego. Był jednym z organizatorów zbrojnego przewrotu bolszewickiego, który przeszedł do historii jako „rewolucja październikowa”. Do 1922 był członkiem Rady Komisarzy Ludowych, pełnił w niej m.in. funkcję komisarza do spraw narodowościowych. W latach 1919–1953 był członkiem Biura Politycznego KC RKP(b), następnie WKP(b) i KPZR. Odpowiedzialny za śmierć milionów ludzi, uznawany za jednego z największych zbrodniarzy w historii ludzkości.
Formalnie pełnił obieralne, kadencyjne funkcje sekretarza generalnego RKP(b)/WKP(b) (oraz w latach 1941-1953 premiera ZSRR), faktycznie był dożywotnim dyktatorem posiadającym nieograniczoną władzę. Epoka jego rządów w ZSRR jest określana jako stalinizm.
W czasie rządów Stalina w ZSRR panował masowy, państwowy terror, który pochłonął życie 20 milionów osób, z czego 11 milionów zmarło wskutek głodu, oraz trudną do ustalenia liczbę ofiar sowieckich deportacji, zesłań i niewolniczej pracy w łagrach (zob. masowe zbrodnie komunistyczne). Stalin, zawierając pakt Ribbentrop-Mołotow z III Rzeszą, umożliwił jej dokonanie zbrojnej agresji na Polskę we wrześniu 1939, przyczyniając się do wybuchu II wojny światowej.

## Życiorys

### Dzieciństwo i nauka

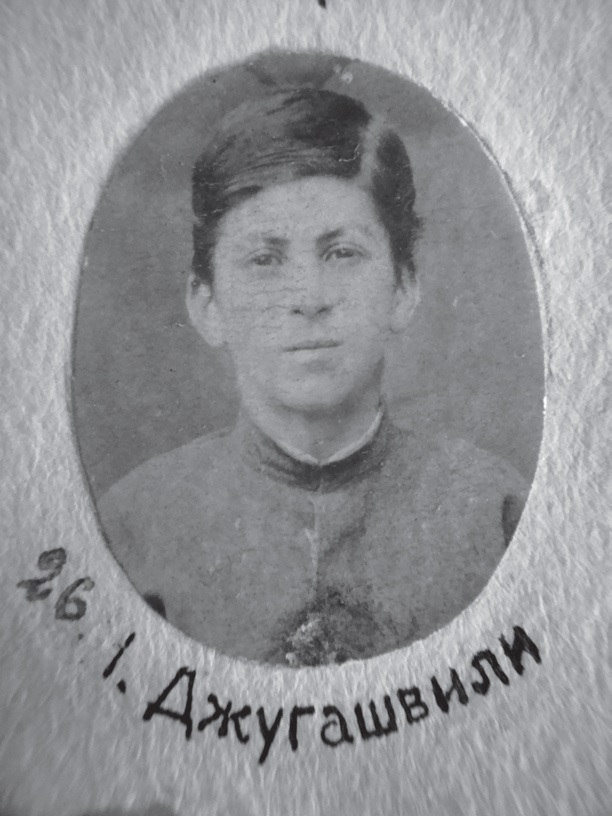
Stalin w 1893 r.

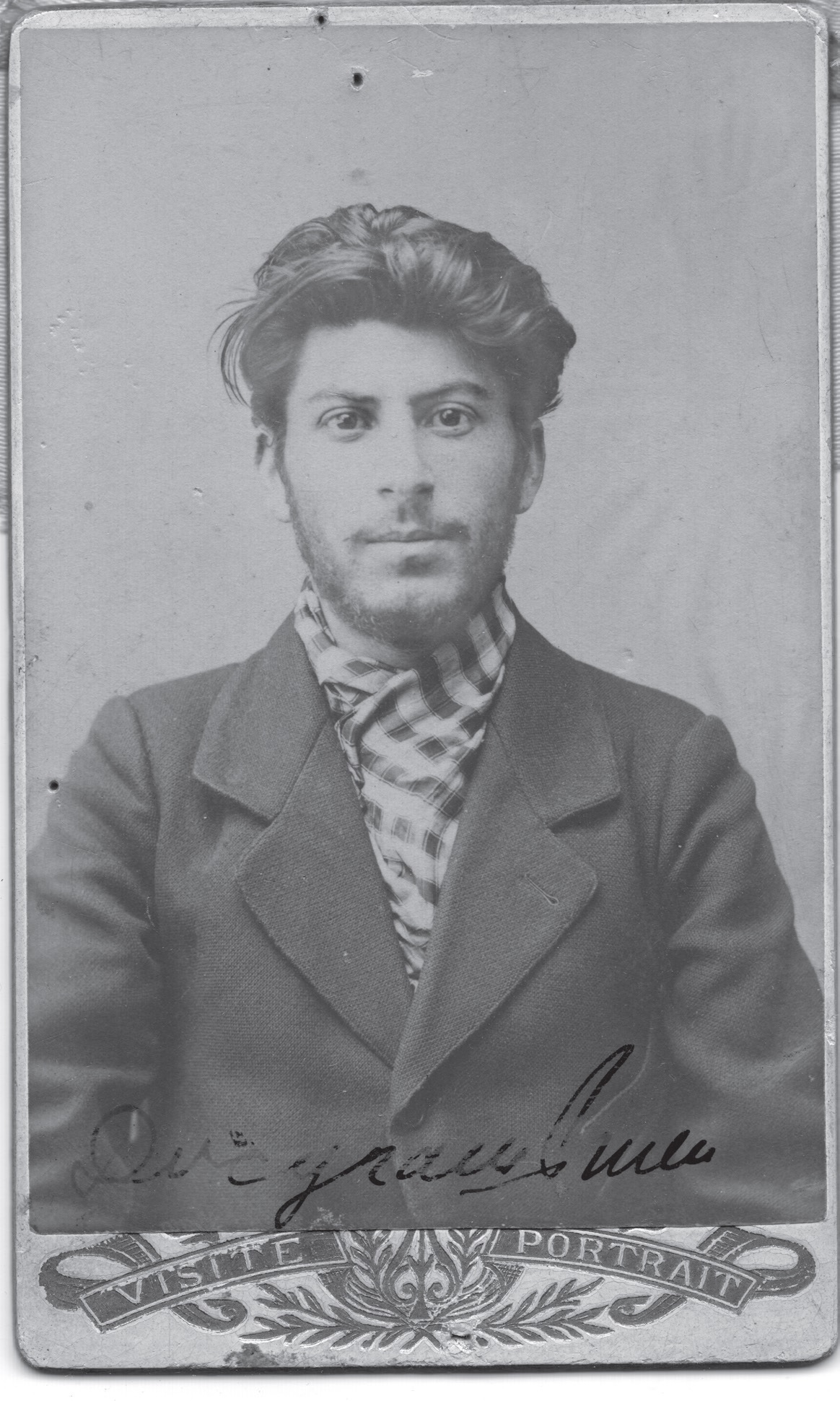
Iosif Dżugaszwili w 1902 r.

Urodził się 6 grudnia?/18 grudnia 1878 roku (według oficjalnej wersji 9 grudnia?/21 grudnia 1879) w niewielkiej miejscowości Gori w Gruzji, znajdującej się wówczas pod panowaniem Imperium Rosyjskiego. Syn Besariona i Ekaterine z domu Geladze. Popularny w gruzińskich nazwiskach przyrostek „-szwili” oznacza po gruzińsku „dziecko”, aczkolwiek nie jest znane w tym języku słowo bądź imię „Dżuga”. Był dzieckiem słabym i chorowitym, trzecim w rodzinie, dwoje starszych umarło w niemowlęctwie. Od urodzenia miał zrośnięty drugi i trzeci palec u lewej stopy. Także jego lewa ręka odstawała od normy i była krótsza od prawej, ze względu na spowodowany w dzieciństwie uraz. Jako ojczystym językiem posługiwał się gruzińskim, zaś po rosyjsku do końca życia mówił z wyraźnym gruzińskim akcentem. Tematem kontrowersji pozostaje pochodzenie etniczne Stalina. O ile zwykle uznaje się go za Gruzina, o tyle częsta jest też opinia, że był on Osetyjczykiem, co było kilkakrotnie wykorzystywane w propagandzie Gruzji, jak i Osetii Południowej, pozostających ze sobą w konflikcie.
Ojciec Józefa prowadził w Gori własny zakład szewski, gdzie zatrudniał co najmniej dziesięciu robotników, nie licząc terminatorów. Z czasem, jego postępujący alkoholizm doprowadził do upadku zakładu. Przez problemy z alkoholem bił chłopca i jego matkę. Stalin starał się bronić przed agresją ojca, rzucając w niego po jednym z napadów furii nożem. Częste libacje alkoholowe doprowadziły w końcu do wyrzucenia „Beso” przez matkę chłopca. Według Montefiore Stalin w późniejszym czasie zawsze dobrze mówił o matce, którą charakteryzowała według niego „niezłomna siła woli”, z kolei według Radzińskiego po 1917 roku zapomniał o niej, odwiedzając ją tylko dwukrotnie. Kobieta zajmowała się praniem bielizny dla miejscowych kupców. Była bardzo pobożna, stąd też wysłała go w 1888 roku do szkoły cerkiewnej, aby ten uczył się na prawosławnego księdza. W szkole zapamiętał szczególnie nauczyciela Dmitrija Chachutaszwili, który wprowadzał na lekcjach żelazną dyscyplinę, często bijąc uczniów. Pomimo wychowania chrześcijańskiego, Stalin został ateistą, po zastanowieniu się nad problemem zła i zapoznaniu się z ewolucją za pośrednictwem dzieła Charlesa Darwina O powstawaniu gatunków.
W 1894 roku jako jeden z najlepszych uczniów szkoły cerkiewnej uzyskał stypendium w kwocie 5 rubli w seminarium duchownym w stolicy Gruzji, Tyflisie. Wysyłał część pieniędzy matce, zrywając natomiast zupełnie kontakt z ojcem mającym problemy z prawem. Stalin nie lubił seminarium. Jak twierdził, panowały w nim „jezuickie” metody nauczania, opierające się na ingerencji w prywatne życie uczniów. W trakcie studiów zainteresował go marksizm. W 1898 roku jego nazwisko znalazło się na liście najbardziej niesfornych seminarzystów. Przy wpisach znalazły się informacje Wychowanek J. Dżugaszwili czyta zakazane książki. J. Dżugaszwili wydał nielegalną gazetkę. W 1899 roku został wydalony z uczelni. Jak sam później twierdził, wyrzucono go za promocję marksizmu. W rzeczywistości celowo nie udał się na jeden z egzaminów, co poskutkowało automatycznym wykreśleniem go z listy studentów albo sam zrezygnował z powodu podwyższenia czesnego, którego nie był w stanie bądź po prostu nie chciał płacić. Zachowały się po dziś dzień jego wszystkie seminaryjne świadectwa. Wyniki w nauce, w zależności od roku studiów, miał dobre lub bardzo dobre (niektórzy wskazują na jego niezwykłą pamięć). Stalin śpiewał w chórze cerkiewnym i wyróżniał się dobrym głosem.

### Początek działalności politycznej

Zdjęcie wykonane przez carską policję w 1910 r.

Po opuszczeniu uczelni wstąpił do gruzińskiej organizacji marksistowskiej Mesame dasi. W tym czasie przyjął pseudonim Koba pochodzący od postaci określanego jako gruzińska wersja Robin Hooda, kaukaskiego banity/rozbójnika (abrek) z powieści Ojcobójstwo Aleksandre Kazbegi. Po wydaleniu ze szkoły rozpoczął pracę w Instytucie Meteorologicznym w Tyflisie, w wolnych chwilach pisząc poezję w języku gruzińskim. Wiersze młodego Stalina opublikowało w latach 1895–1896 pismo poetyckie „lweria”, a w 1907 roku zostały one wydrukowane w zbiorze najlepszej poezji gruzińskiej.
W 1900 roku zetknął się po raz pierwszy z leninizmem po lekturze „Iskry”. W tym czasie stanął na czele protestów antycarskich, za co w 1901 roku musiał uciekać z Gori. Wtedy też po raz pierwszy został opisany przez Iskrę. Po krótkim pobycie u matki powrócił do Tyflisu a stamtąd do Batumi, gdzie zorganizował kółko Socjaldemokratycznej Partii Robotniczej Rosji. Został wybrany do Kaukaskiego Komitetu SDPRR, niemniej jednak szybko o jego działalności dowiedziała się żandarmeria, w rezultacie 5 kwietnia 1902 roku został aresztowany za działalność opozycyjną w trakcie uczestnictwa w zebraniu robotników.

### Pobyt w więzieniu i na zesłaniu
Po aresztowaniu przebywał w wielu miejscach odosobnienia. W więzieniach natrafił na ciężkie warunki bytowe. Znajdował się pod stałą obserwacją władz więziennych, które celowo uniemożliwiały mu kontakt z matką. W zakładzie karnym szybko się zaaklimatyzował. Jako „nędzarz i syn pijaka” szybciej doszedł do porozumienia z osadzonymi, będącymi w większości zwykłymi kryminalistami aniżeli więźniami politycznymi. Stał się również ofiarą pobić strażników, co jeszcze bardziej wzmocniło respekt wobec jego osoby pośród współwięźniów, umożliwiając mu przejęcie faktycznych rządów w ich społeczności. Dużo czasu spędził na gimnastyce i nauce języków obcych.
Po pobycie w kaukaskich więzieniach został zesłany na Syberię. Trafił do wsi Niżniaja Uda w guberni irkuckiej. Na zesłaniu podupadł zdrowotnie. Szczególnym problemem okazała się choroba zębów. W trakcie zesłania wysłał do niego list jego ideologiczny idol Włodzimierz Lenin. Jak się okazało, było to zwykłe pismo obiegowe, które z podpisem Lenina rozsyłano do wszystkich działaczy na prowincji. Mimo to Stalin mocno zapamiętał ten dzień i w późniejszym okresie włączał go do wszystkich biografii.

### Rewolucja (1904–1907) i ponowne zesłanie
W 1904 roku wrócił do Tyflisu, gdzie rozpoczął wydawanie pisemka „Kaukaska gazeta robotnicza”, dla której sam pisał. W piśmie popularyzował ideologię leninizmu. Działalność Stalina zwróciła na niego uwagę Lenina, który zaprosił go na pierwszą konferencję bolszewicką w Tampere. Na spotkanie dostał się pod fałszywym paszportem. Konferencja umożliwiła mu osobiste poznanie Lenina, jak sam później twierdził, spotkanie rozczarowało go, gdyż zobaczył w Leninie zwykłego człowieka. Jakiś czas później Stalin dostał zaproszenie na IV Zjazd grupy w Sztokholmie oraz spotkanie w Londynie, w których wziął udział. W Londynie poznał Lwa Trockiego, do którego od początku był nie najlepiej nastawiony. Po powrocie z Londynu na łamach lokalnej prasy robotniczej, według Radzińskiego, wyrażał się wrogo wobec mienszewików, których określał jako wyłącznie żydowską frakcję, z kolei według Wołkogonowa opowiadał się za zjednoczeniem z mienszewikami za wszelką cenę.
26 czerwca 1907 roku przeprowadził wraz z innymi gruzińskimi bolszewikami napad na transport pieniędzy z jednego z lokalnych banków. Prawdopodobnie brał w akcji bezpośredni udział. Celem napadu było zdobycie funduszy na działalność partyjną. Akcja przeprowadzona została wbrew zaleceniom partii i pod krytyką wielu jej kręgów, szczególnie przez mienszewików. W tym czasie organizował strajki oraz wprowadził „finansowe kontrybucje na magnatów naftowych” egzekwując je poprzez wymuszenia.
Rewolucja zakończyła się dla Koby ponownym trafieniem na zesłanie. Trafił do Solwyczegodsku, gdzie na zesłaniu przebywało spore grono rewolucjonistów (na 2 tysiące mieszkańców 450 to zesłańcy polityczni). Pobyt okazał się dla Stalina na tyle łagodny, że był w stanie zorganizować ucieczkę. W lipcu 1909 roku uciekł z Syberii, skąd powrócił na Kaukaz. Spędził tam dziewięć miesięcy, po czym 23 marca 1910 roku został ponownie aresztowany przez carską policję polityczną – Ochranę. Po raz drugi trafia do Solwyczegodska. Pobłażliwe traktowanie przez policję spowodowało, że jeszcze przed I wojną światową organizacja bolszewicka w Baku skonfrontowała Dżugaszwilego z oskarżeniami, iż jest prowokatorem i agentem tajnej policji, oraz że sprzeniewierzył fundusze partyjne. Według Montefiore Stalin wydawał w ręce policji towarzyszy partyjnych, z którymi był skonfliktowany.

### Działalność przed i w czasie trwania I wojny światowej

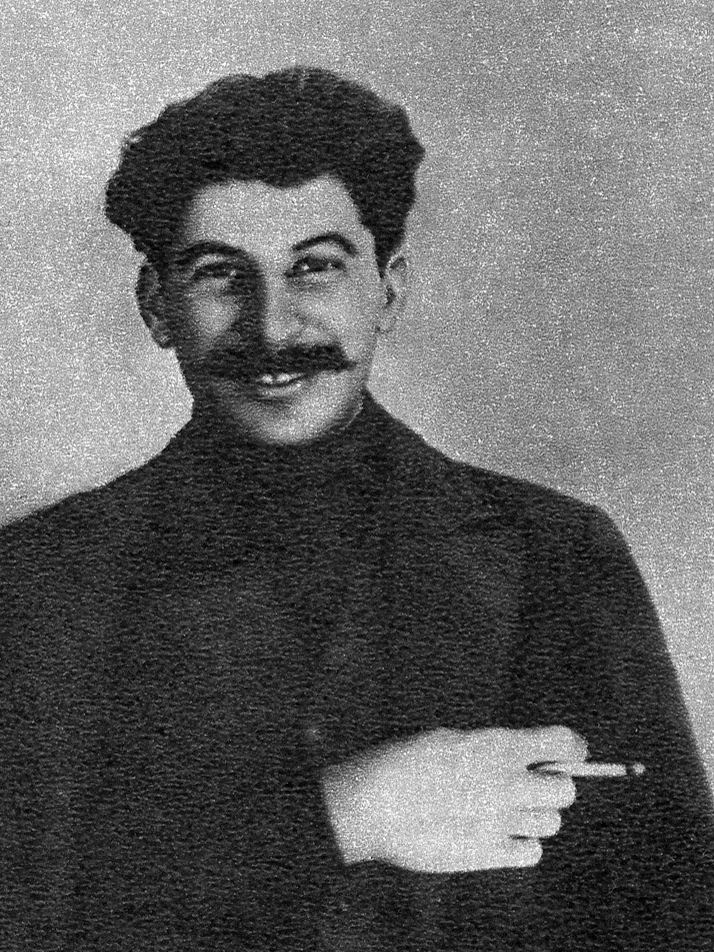
Stalin na wygnaniu, rok 1915

Na plenum KC SDPRR, po VI Praskiej Wszechrosyjskiej Konferencji (1912 rok), został zapisany do KC i Rosyjskiego Biura KC SDPRR(b). Funkcję stracił w styczniu 1912 roku na rzecz bliskiego współpracownika i przyjaciela Sergo Ordżonikidze. W tym czasie przyjął pseudonim Stalin. 29 lutego 1912 roku uciekł z zesłania udając się do Petersburga (po drodze odwiedził Tyflis) będącego stolicą Imperium. Gdy na jego ślad natknęła się policja, zdecydował się na wyjazd za granicę. Najpierw udał się do Krakowa, a w 1913 roku do Wiednia, gdzie ponownie natknął się na Trockiego. Znajdując się jeszcze bliżej Lenina i czołowych przywódców partii zdobył ich zaufanie. Dzięki odwilży politycznej powrócił do Rosji. Na krótko przed I wojną światową objął kierownictwo nad pracą frakcji bolszewickiej w Dumie państwowej.
Na wiosnę 1913 roku został ponownie aresztowany w wyniku działań agenta Romana Malinowskiego, infiltrującego ruch bolszewicki. Na cztery lata zesłano go do Kraju Turuchańskiego. To zesłanie spędził we wsi Monastyrkoje. Ze względu na chorobę miejscowi chłopi nadali mu pseudonim „Ospowaty Józek”. Na wygnaniu zamieszkał wraz z nim działacz bolszewików Jakow Swierdłow. W trakcie pobytu na wygnaniu w Monastrykoje miał więcej możliwości spędzania wolnego czasu – polował i jeździł na nartach (w trakcie jednej z takich podróży omal nie zginął w wyniku zamarznięcia). Korespondował również z poznanymi na wolności kobietami. W trakcie wojny, w 1916 roku Stalin (w przeciwieństwie do Swierdłowa) dostał wezwanie do służby w armii. Komisja lekarska orzekła jednak, że nie nadaje się do służby w armii z powodu problemów z lewą ręką.
20 lutego 1917 roku władze pozwoliły mu na wyjazd do Aczińska, gdzie przebywał Lew Kamieniew. Wraz z nim, na wieść o rewolucji lutowej, opuścił miejsce zesłania i udał się do Petersburga.

### Droga do rewolucji październikowej
12 marca 1917 roku powrócił do Piotrogrodu jako jeden z pierwszych bolszewickich zesłańców. Jeszcze tego samego dnia spotkał się z członkami KC partii. Rewolucję lutową przywitał z entuzjazmem, chwaląc umiarkowaną lewicę za obalenie caratu. Aż do czasu powrotu ze Szwajcarii Włodzimierza Lenina nie prowadził agitacji w stylu leninowskim. Popierał nawet kontynuację wojny z Niemcami i zjednoczenie z mienszewikami. Dwa tygodnie po przybyciu do miasta został dołączony w skład Piotrogrodzkiej Rady Delegatów Robotniczych i Żołnierskich, stając się jednym z najważniejszych bolszewików w stolicy. 29 kwietnia, już po powrocie Lenina do kraju, został wybrany do Komitetu Centralnego z wynikiem 91 głosów. W maju i aż do czasu powrotu Trockiego był jednym z czterech nieformalnych przywódców partii. 18 czerwca wraz z Leninem zorganizował duży protest robotniczy.
W lipcu 1917 roku wziął aktywny udział w wystąpieniach bolszewickich przeciwko rządowi, za co wydano nakaz jego aresztowania. Przeprowadził VI Zjazd Rad, na którym po raz pierwszy aspirował do miana przywódcy partii. Mimo wysokiej pozycji w partii nie wziął bezpośredniego udziału w rewolucji październikowej. Niemniej jednak stalinowska propaganda mówiła o tym, że Lenin i Stalin to inspiratorzy i organizatorzy zwycięstwa Wielkiej Socjalistycznej Rewolucji Październikowej.

### W Rosji Radzieckiej

#### Komisariat do spraw Narodowości i wojna domowa
W rządzie bolszewickim, znanym jako Rada Komisarzy Ludowych, objął funkcję komisarza ludowego ds. narodowościowych. Jako komisarz ludowy wydał wraz z Leninem „Deklarację praw narodów Rosji”, w której sformułowano prawo do samostanowienia wszystkich narodów Imperium Rosyjskiego. Deklaracja otworzyła drogę do niepodległości szeregowi państw, w tym Łotwie, Litwie, Polsce czy Finlandii. Niechętnie poparł traktat brzeski, próbując przekonać Lenina o braku istotnego zrewolucjonizowania robotników na Zachodzie (część bolszewików uważała, że traktat z Niemcami można zawrzeć, gdyż i tak zachód wkrótce ogarnie fala rewolucji).
W czerwcu 1918 roku wraz z 400 żołnierzami Armii Czerwonej został skierowany przez rząd do Carycyna na południu Rosji. Na miejsce dotarł 6 czerwca. W ogarniętym rozruchami mieście wspomógł miejscowe Czeka w stabilizacji miasta i pozbyciu się wrogów politycznych, szczególnie ostrymi represjami obejmując lewicowych eserów (ugrupowanie zorganizowało 6 lipca nieudany przewrót antybolszewicki). W połowie lipca 1918 r. razem z S. Mininem i Klimientem Woroszyłowem wszedł do rady wojennej Północnego Kaukazu, której głównym zadaniem była obrona mającego strategiczne znaczenie dla czerwonych Carycyna. Stalin, wbrew protestom komisarza spraw wojskowych i morskich Trockiego, prowadził samowolną likwidację byłych oficerów carskich, których uznał za kontrrewolucyjnych i sabotował powierzanie im stanowisk w Armii Czerwonej, zgodnie z polityką Trockiego. Komisarz spraw wojskowych, aby ukrócić samowolne działania Stalina, wysłał do miasta byłego oficera carskiego Pawła Sytina, którego mianowano dowódcą Frontu Południowego Armii Czerwonej. Zarówno Stalin i Woroszyłow odmówili jednak podporządkowania się Sytinowi, wobec czego Trocki zażądał od partii dymisji Stalina. Lenin zgodził się na żądania Trockiego, w efekcie czego w październiku tego samego roku Stalin został przeniesiony do Moskwy. 25 marca 1919 roku ze składu KC wyłoniono Politbiuro. W skład Politbiura wszedł Stalin, ale również jego partyjny rywal Lew Trocki. Równocześnie Stalin zasilił Biuro Organizacyjne oraz zdobył przewodnictwo w Komisariacie Kontroli Państwowej.
W czerwcu 1919 roku stłumił powstania wojskowych w fortach Czerwonej Gorki i Szarego Konia. W 1920 roku wziął udział w wojnie z Polską. W trakcie jej trwania był komisarzem politycznym radzieckiego Frontu Południowo-Zachodniego, współdowodząc z Aleksandrem Jegorowem. Szybko został przeniesiony na Krym.
Był współtwórcą konarmii, której członkowie, zazwyczaj niewykształceni, ale za to bardzo ambitni „domorośli komuniści”, „prości żołnierze” i „patriotyczni proletariusze”, jak Siemion Budionny i Woroszyłow, utworzyli później kręgosłup jego frakcji, bezwzględnie wypierając i niszcząc „starych bolszewików”, gdyż: nie znosili intelektualistów, profesjonalistów, oficerów, urzędników, Żydów, okcydentalistów i obcokrajowców, czyli w istocie większości przywódców partii bolszewickiej.

#### Droga do władzy i rozprawa z Trockim

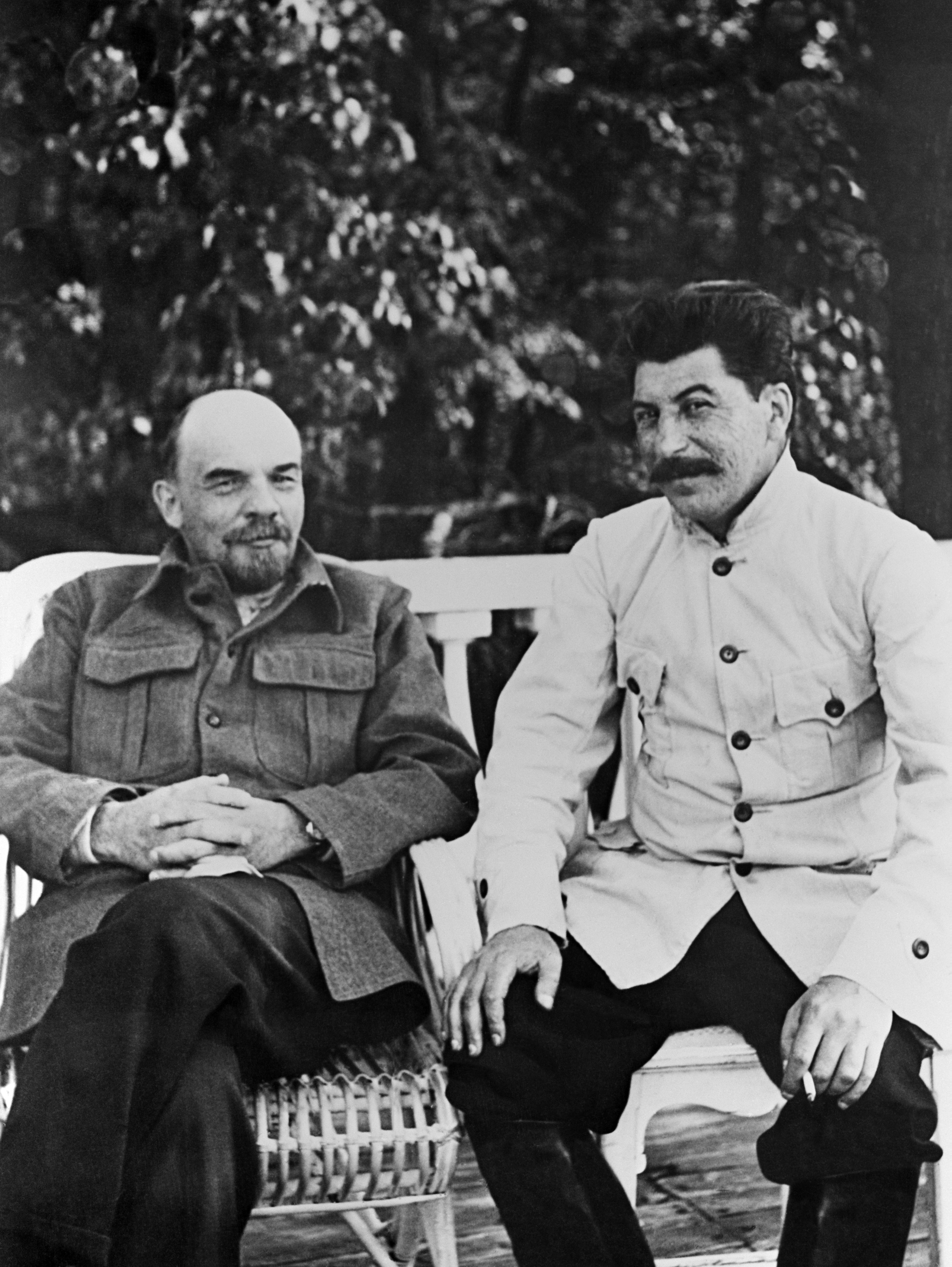
Lenin i Stalin w Gorkach, 1922 rok

W 1922 roku utworzono dla niego urząd sekretarza generalnego Rosyjskiej Komunistycznej Partii (bolszewików) – (RKP(b)). Stanowisko miało charakter jedynie formalny, jednak Stalin wykorzystał je do stopniowego powiększania zakresu władzy. Jeszcze w tym samym roku polityk został przewodniczącym Sekretariatu partii, a jego zastępcą mianowano jego protegowanego i starego przyjaciela Wiaczesława Mołotowa. Stalin wykorzystał urzędy do obsadzania ich swoimi zausznikami. Oprócz Mołotowa byli to m.in. Łazar Kaganowicz, który stanął na czele wydziału organizacyjnego KC. Przyszły dyktator zyskał duże wpływy w OGPU, które już wtedy wykorzystał do walki z przeciwnikami politycznymi, w zamian nadając jego członkom miejsca w KC partii.

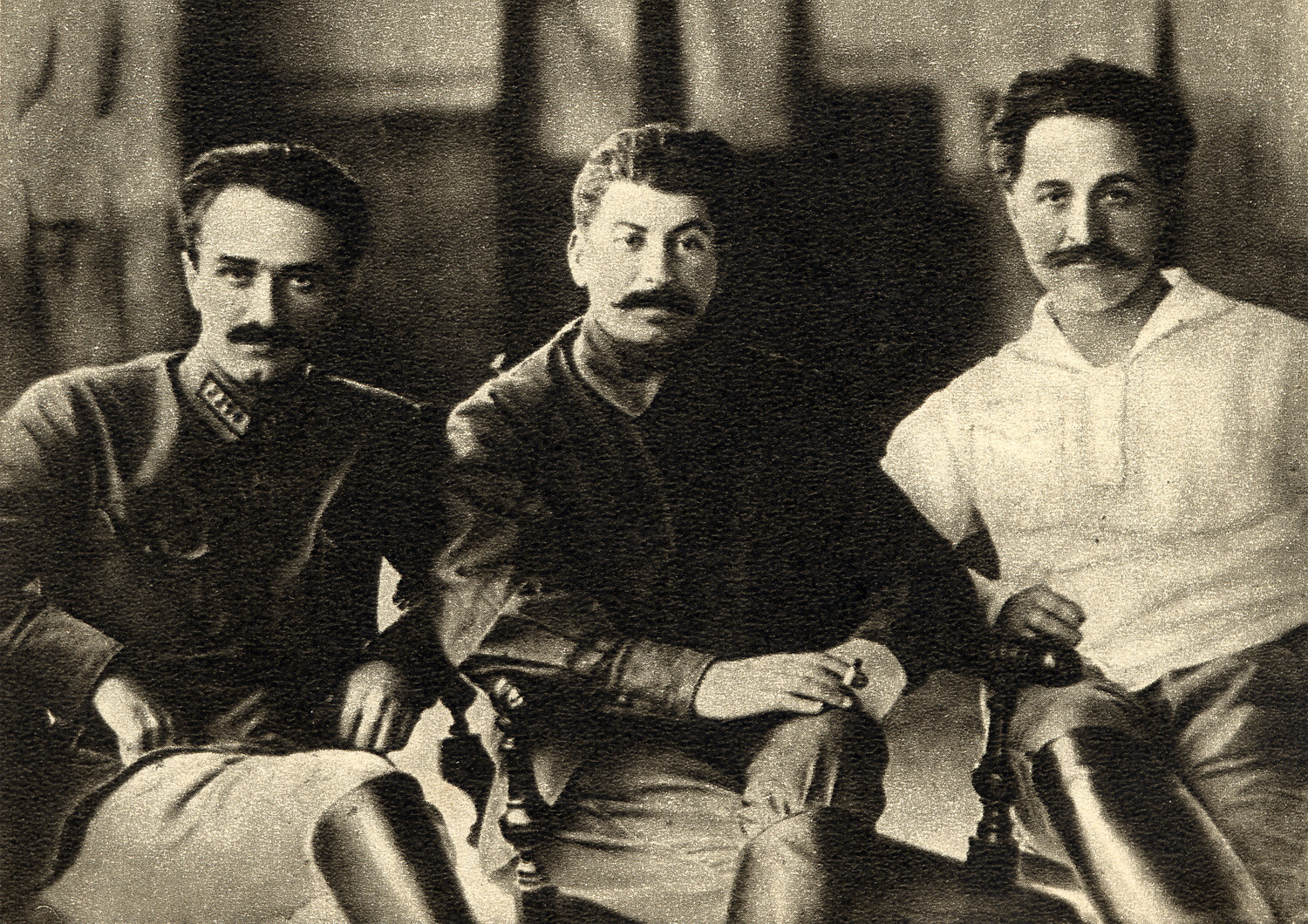
Anastas Mikojan, Stalin i Sergo Ordżonikidze w Tbilisi, 1925 rok

Przejmowanie coraz większej władzy umożliwiła Stalinowi postępująca choroba Lenina, który nie był już w stanie kontrolować sytuacji w kraju. Po śmierci Lenina zawiązał sojusz z Grigorijem Zinowiewem i Kamieniewem. Celem triumwiratu było odsunięcie od władzy Lwa Trockiego, najczęściej typowanego na następcę Lenina. Sprawę komplikowało to, że Lenin w swoim testamencie wypowiedział się przeciwko objęciu przez Stalina władzy, wskazując na jego zbytnią brutalność i brak ogłady. Stąd też Stalin zabronił publikacji testamentu pod surowymi karami i nigdy nie zgodził się go opublikować. Stalin wykorzystał Zinowiewa i Kamieniewa do własnej gry politycznej – gdy ci zaproponowali wykluczenie Trockiego z partii, ten zaprotestował przeciwko temu, pokazując, że jest otwarty na wewnątrzpartyjny dialog. W praktyce stopniowo pozbawiał Trockiego kolejnych funkcji w państwie, poczynając od odebrania mu w 1925 roku funkcji przewodniczącego Rady Wojskowo-Rewolucyjnej.
W 1925 roku został sekretarzem generalnym Wszechzwiązkowej Komunistycznej Partii (bolszewików) – (WKP(b)), co tylko ułatwiło mu pozbycie się Trockiego ze struktur rządowych. W 1926 roku usunął go z Biura Politycznego, a w listopadzie 1927, po próbie zorganizowania bloku wraz Zinowjewem i Kamieniewem oraz demonstracjach zwolenników w dniu 7 listopada 1927, został usunięty z WKP(b). Trocki został następnie zesłany na wygnanie do Ałmaty, a jego zwolennicy z Lewicowej Opozycji poddani przez OGPU politycznym prześladowaniom. Ostatecznie w 1929 roku Trocki wydalony został z terenów ZSRR oraz pozbawiony obywatelstwa.
Stalin przyśpieszył proces industrializacji i wprowadzania gospodarki planowej, doprowadzając do likwidacji polityki NEP-u. Pod koniec 1927 roku rozpoczął proces kolektywizacji rolnictwa i konfiskaty zapasów zboża należących do kułaków.

### Stalinizacja państwa
Pierwsze lata rządów nie odbiegały w znaczny sposób od formy leninowskiej. Stalin prowadził umiarkowaną politykę gospodarczą, dzięki której w 1928 roku, produkcja rolna i przemysłowa powróciła do poziomu sprzed I wojny światowej. Politykę tę po części dyktowali zwolennicy rozszerzania gospodarki rynkowej oraz pewnej liberalizacji politycznej – ideolog NEP-u Nikołaj Bucharin, szef związków zawodowych Michaił Tomski i szef rządu Aleksiej Rykow, z którymi Stalin zawiązał sojusz po odsunięciu od władzy Trockiego. Sojusz ten upadł w 1929 roku, a Stalin, w miejsce dotychczasowych współpracowników postawił wiernych wykonawców swojej wizji państwa. Wraz z nimi prowadził wdrażanie kolektywizacji rolnictwa, wprowadzenie gospodarki planowej i uprzemysłowienie kraju. Na skutek polityki industrializacji już w 1930 roku Stalinowi udało się zwiększyć kapitał towarowy i zdolności przemysłu ciężkiego.
Zmianom w gospodarce towarzyszyło przekształcenie ZSRR w państwo w pełni totalitarne, oparte na terrorze, propagandzie i kulcie jednostki wychwalającym osobę Stalina. Chociaż od XVII Zjazdu WKP(b) w 1934 (zwanego „zjazdem zwycięzców”) niemożliwa była jakakolwiek opozycja, a nawet krytyka. Stalin podejrzewał swoich współpracowników o spiskowanie przeciw niemu. „Wielka czystka”, którą zainicjowało tajemnicze morderstwo popularnego działacza Siergieja Kirowa, pochłonęła tysiące działaczy partyjnych: z początku dawnych zwolenników Trockiego, Zinowjewa i Kamieniewa (ich poglądy określano jako „odchylenie lewicowe”), następnie zwolenników Bucharina, Rykowa i Tomskiego (których poglądy określano jako „odchylenie prawicowe”), a w końcu zwolenników Stalina, których podejrzewano o nadmierną niezależność („centrowość”).

#### Walka z religią

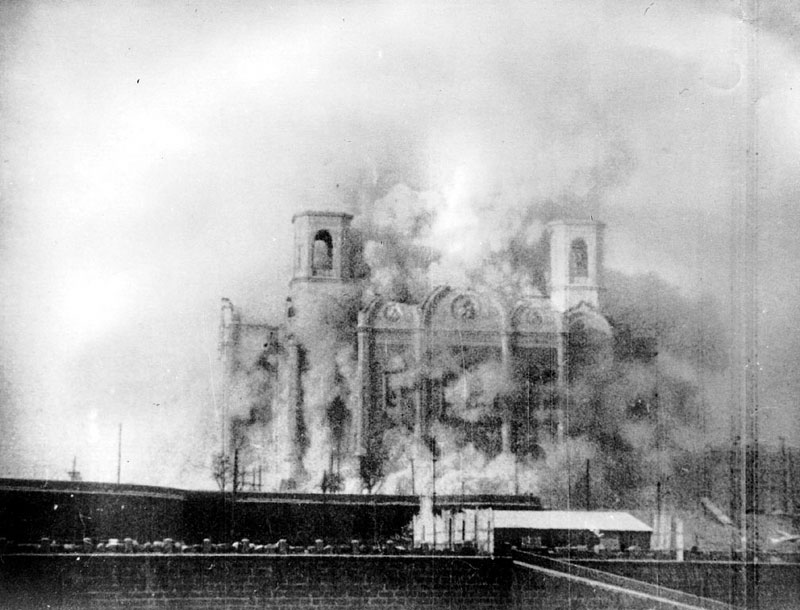
Sobór Chrystusa Zbawiciela w Moskwie podczas wysadzenia, 1931

W 1929 z jego polecenia rozpoczęto walkę z religią, poprzez utworzenie organizacji propagującej ateizm – Związku Wojujących Bezbożników. Kampania wymierzona była głównie przeciwko cerkwi prawosławnej, a także innym konfesjom. Nowa ateistyczna organizacja była, w następnych kilkunastu latach, głównym wykonawcą planowego niszczenia obiektów sakralnych, cmentarzy, przedmiotów kultu religijnego, przekazywała także służbom bezpieczeństwa ZSRR, szczególnie NKWD, listy duchownych przeznaczonych do wymordowania. Jeszcze pod koniec 1929 nakazano konfiskatę dzwonów kościelnych, a do 1930 wszystkim kapłanom prawosławnym podniesiono podatki o 1000 procent, pozbawiono praw obywatelskich (co spowodowało utratę praw do świadczeń medycznych i pomocy żywnościowej). W następnych latach większość z nich aresztowano, wypędzono lub zesłano do obozów. Do 1 marca 1930 zburzono 6 715 cerkwi prawosławnych i ok. 9500 meczetów.

#### Rusyfikacja
W odniesieniu do większości narodów ZSRR zaczęto prowadzić politykę rusyfikacji. Przejawiała się ona m.in. w zastępowaniu stworzonych za Lenina alfabetów łacińskich cyrylickimi lub całkowitym likwidowaniem jeszcze kilka lat wcześniej promowanych języków. Celem Stalina było prawdopodobnie bezkompromisowe zintegrowanie i scentralizowanie państwa, co ideologicznie argumentowano jako przyspieszenie drogi do komunizmu.
Wśród historyków częste jest przekonanie, że Stalin był w istocie rosyjskim szowinistą, choć np. Abchazowie powszechnie uznają go za szowinistę gruzińskiego (w Abchazji prowadzono przede wszystkim politykę gruzinizacji, a nie rusyfikacji).

#### Kolektywizacja rolnictwa i wielki głód na Ukrainie

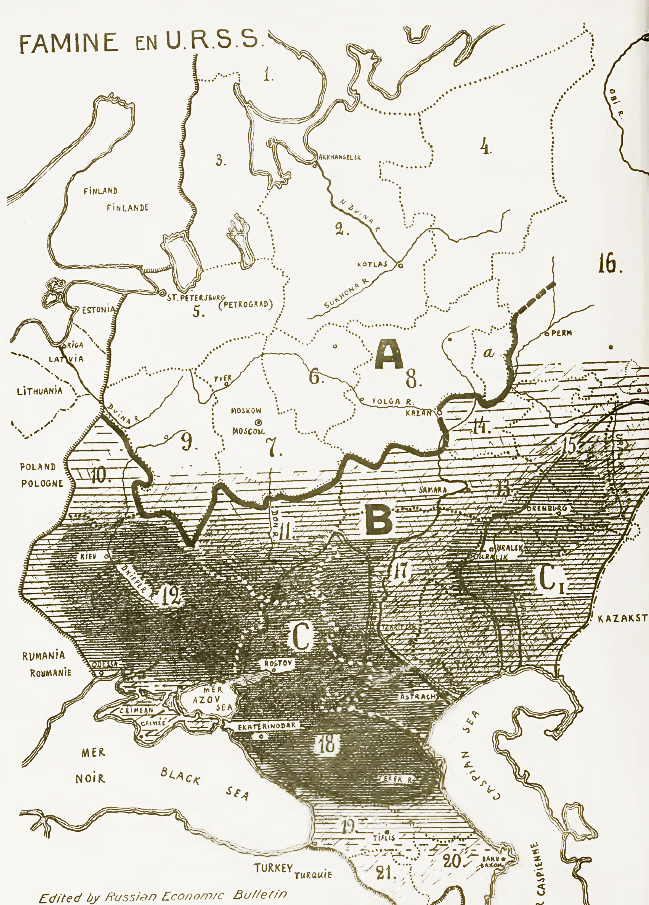
Klęska głodu w latach 1932–1933

Najbardziej krwawym przejawem działań Stalina była kolektywizacja (1929–34), czyli zmuszenie chłopów, niejednokrotnie z użyciem siły, do przystąpienia do tzw. kołchozów, będących czymś pośrednim między spółdzielniami produkcyjnymi a komunami rolnymi. W wyniku przymusowej kolektywizacji, przeprowadzonej na początku lat 30. XX w. zesłano do łagrów ponad 2 miliony chłopów, z czego tylko od lutego 1930 do grudnia 1931 ponad 1,8 miliona. Kilkaset tysięcy zesłańców zmarło w obozach, a kulminacją wymierzonej przeciwko tej grupie społecznej akcji stał się wielki głód na Ukrainie, który spowodował śmierć, według różnych szacunków od 3,3 do 6–7 milionów ludzi (niektóre szacunki podają liczbę nawet 10–15 milionów ofiar). Kolektywizacja łączyła się z fizyczną eksterminacją zamożniejszych chłopów, przez stalinowską propagandę określanych mianem „kułaków” (według wskaźnika wyznaczonego przez Stalina miało to być 10% mieszkańców wsi) oraz głodem spowodowanym przymusowymi rekwizycjami produkcji rolnej – o ile przed 1930 chłopi oddawali ok. 15–20% produkcji, resztę przeznaczając na zasiewy, już w 1930 dostali nakaz oddawania 35% produkcji, a w rok później ponad 45% – spowodowało to katastrofalne załamanie cyklu produkcyjnego. Zagrożeni widmem głodu, chłopi zaczęli ukrywać zboże, zarzynali żywy inwentarz, aby móc przeżyć – wtedy wprowadzono tzw. „brygady szturmowe”, które siłą rekwirowały znalezione produkty rolne oraz zastosowano drakońskie prawo (tzw. dekret o pięciu kłosach), wprowadzone na wyraźne żądanie Stalina. Prawo to przewidywało karę minimum 10 lat łagru lub karę śmierci w przypadku „roztrwonienia lub kradzieży socjalistycznej własności”. Na mocy tych postanowień, od 1932 do 1933 aresztowano 125 tys. ludzi, z czego 5 400 skazano na karę śmierci.
Klęska głodu na Ukrainie i Kaukazie spowodowała także liczne przypadki kanibalizmu wśród zdesperowanej ludności wsi. Ubocznymi, pożądanymi przez władze skutkami kolektywizacji były wzrost potęgi władzy, zwiększenie liczby wywłaszczonych chłopów (tzw. rozkułaczonych) przeznaczonych do pracy przymusowej lub dobrowolnej w przemyśle oraz stłumienie dążeń narodowościowych na Ukrainie. Ocenia się, że łącznie w latach 1929–1938 ofiarami kolektywizacji padło ok. 15 mln ludzi, zarówno na skutek deportacji, głodu jak i masowych egzekucji. Dla uzasadnienia tych represji stalinowska propaganda wykreowała wizerunek kułaka, „chłopa z zaciśniętymi pięściami”, który jako wróg ludu zagrażał państwu i odpowiadał za trudności z zaopatrzeniem w żywność. Ekonomicznymi skutkami kolektywizacji były zanik efektywności i spadek produkcji rolniczej o 30%.

#### Kampania uprzemysłowienia
Ważnym elementem przemian gospodarczych epoki stalinizmu było uprzemysłowienie w ramach państwowych planów pięcioletnich. W przeciwieństwie do kolektywizacji, doprowadziło ono do rozwoju gospodarczego kraju. Motorami tego procesu były sterowany za pośrednictwem propagandy entuzjazm (wyścig pracy, ruch stachanowski), obawa przed uznaniem za „szkodnika” albo „bumelanta” i uwięzieniem oraz napływ wywłaszczonych chłopów, zapewniających tanią siłę roboczą. W efekcie pierwsze pięciolatki zaowocowały budową wielu obiektów przemysłowych i rozwojem gospodarczym kraju. Poziom życia pozostał jednak niski, ponieważ gospodarka pozostała nieefektywna i marnotrawna, zaś głównym kierunkiem uprzemysłowienia była budowa przemysłu zbrojeniowego i gałęzi o znaczeniu militarnym (górnictwo, hutnictwo, energetyka, przemysł maszynowy). Na skutek polityki industrializacji już w 1930 roku udało się mu zwiększyć kapitał towarowy i zdolności przemysłu ciężkiego.
Polityka kolektywizacji zakończyła się natomiast klęską, która przyczyniła się do śmierci wielu milionów ludzi. Sukcesem dyktatora okazało się zbudowanie jeszcze przed II wojną światową mocarstwa przemysłowo-wojskowego. Zgodnie z ideami komunizmu gospodarka ZSRR była centralnie planowa i prawie w całości państwowa. Kierunki polityki gospodarczej ustalano pod potrzeby wojskowe. Szybki rozwój nastąpił kosztem indywidualnej konsumpcji i ograniczenia spożycia, zgodnie z zasadą „pracuj więcej, jedz mniej”. Do 1942 roku, wzrost gospodarczy wynosił średnio 20% rocznie. Produkcja przemysłu ciężkiego i surowców uległa wzrostowi, w wyniku czego na początku lat 40. XX w. gospodarka ZSRR stała się stosunkowo samowystarczalna. Stalin przekształcił ZSRR z kraju rolniczego w potęgę przemysłową, dzięki czemu po wojnie państwo stało się nowym supermocarstwem.

#### Kult jednostki

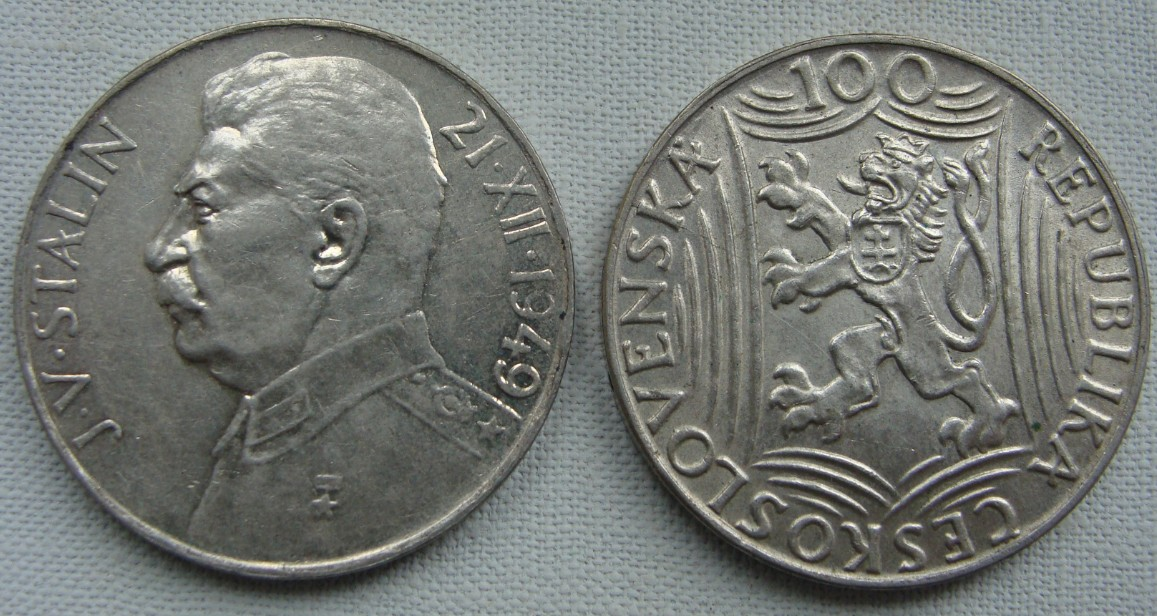
100 koron, czechosłowacka moneta z 1949 z podobizną Józefa Stalina

Stalin kreował się na wodza narodu, co objawiało się ogromnym wpływem na życie społeczne i kulturalne. Już w latach 1924–1925 polecono zmianę nazw miejscowości Juzowka, Nowokuźnieck i Carycyn na Stalino, Stalinskij i Stalingrad. Od roku 1929 rozpoczął się faktycznie okres totalitarnego kultu jednostki – miejscowościom w ZSRR zaczęto zmieniać nazwy np. Stalinabad, Stalin-Auł, Staliniri, Stalinissi, Stalino, Stalinogorsk, Stalińsk, Szczyt Stalina itd. Imię polityka nosiły zakłady pracy, np. fabryka samochodów w Moskwie i Zakłady Artyleryjskie w Gorki otrzymały nazwę Zawod imieni Stalina, czyli ZiS. Artyści zaczęli tworzyć wiersze i różne pochlebne określenia dotyczące przywódcy, np. „lokomotywa historii”, „słońce narodów”, „bolszewik z granitu”, „człowiek ze stali”, „spiżowy leninista” czy „uniwersalny geniusz”. O Stalinie powstały także filmy biograficzne, rolę dyktatora odgrywali w nich Michaił Giełowani oraz Dawid Wetlzer.

#### Wielki terror

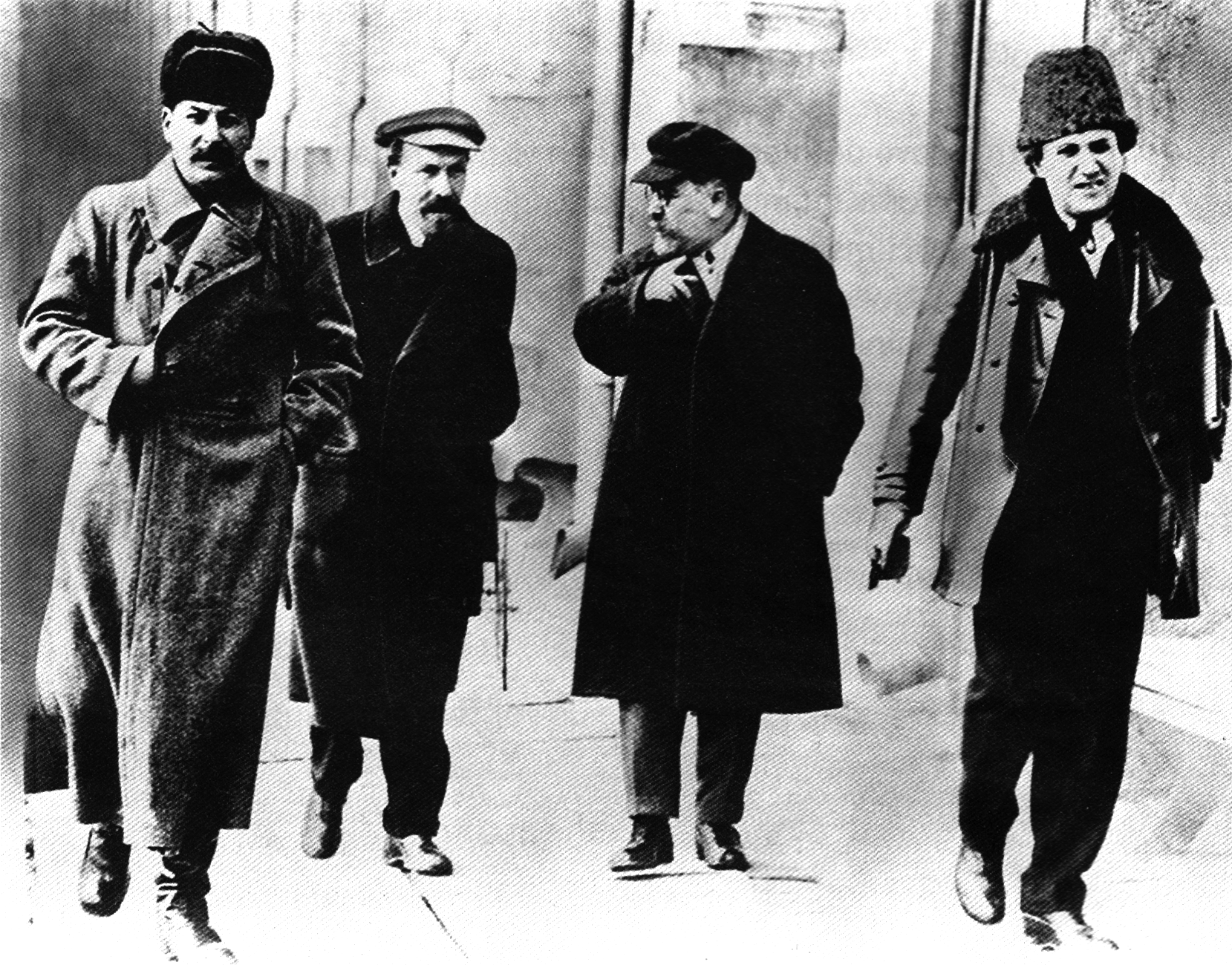
Stalin, Rykow, Kamieniew i Zinowjew. Proces Kamieniewa-Zinowiewa był początkiem okresu wielkiego terroru w ZSRR.

Stalin przejął i rozwinął zalążek systemu obozów koncentracyjnych Gułag (Gławnoje Uprawlienie Łagieriej), w którym począwszy od 1933 przebywało na stałe 10 milionów więźniów. Represje, których kulminacja nastąpiła w 1937, doprowadziły do częściowej eksterminacji tzw. starych bolszewików – działaczy z czasów rewolucji, korpusu dowódczego Armii Czerwonej (rozstrzelano 35 z 80 tys. oficerów), a także pracowników jego służby bezpieczeństwa NKWD (jako szkodników rozstrzelano za czasów komisarza Nikołaja Jeżowa protegowanych poprzednika – Genricha Jagody, a za czasów Ławrientija Berii – protegowanych Jeżowa). Zorganizował intrygę, która posłużyła do zamordowania marszałka Michaiła Tuchaczewskiego – w 1936 przekonał Niemców do sfabrykowania dowodów przeciwko niemu, dotyczących rzekomych tajnych kontaktów między Tuchaczewskim a niemieckimi generałami. Materiały spreparowało hitlerowskie Gestapo, a do ZSRR dostarczył je podwójny agent (jednocześnie NKWD i Gestapo), generał Nikołaj Skoblin. Tuchaczewskiego oraz 7 innych wysokich oficerów skazano 11 czerwca 1937 w pokazowym procesie. Zasądzone wyroki śmierci wykonano na nich 12 czerwca. Stalin, za pomocą NKWD, dokonywał masowej eksterminacji przeciwników politycznych – osobiście podpisywał listy osób przeznaczonych do wymordowania. Jego podpis figuruje na ponad 400 listach tylko z lat 1937–1939, zawierających nazwiska 44 000 ludzi (bolszewików, członków rządu oraz oficerów wojska i osób ze świata kultury). Czystka w partii do 1939 spowodowała wymordowanie ok. 1 miliona szeregowych członków partii. W niektórych rejonach kraju zabito wszystkich działaczy partyjnych, np. w Leningradzie zamordowano 150 delegatów na 17. Zjazd Partii, zostawiając przy życiu zaledwie 2. Terror objął jednak w pierwszym rzędzie zwykłych obywateli kraju – w 1989 eksperci radzieckiego Centrum Praw Człowieka Memoriał odkopali w pobliżu Czelabińska na Uralu jedną z wielu masowych mogił ofiar terroru z lat 30., która zawierała 80 000 ludzkich szkieletów.

### Droga do II wojny światowej

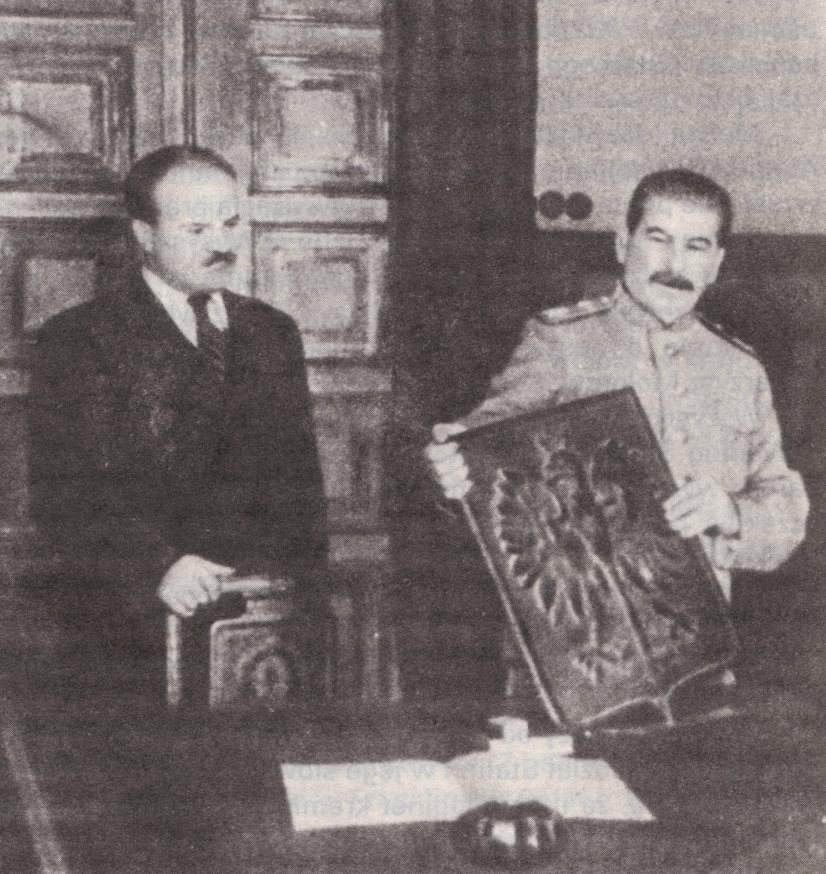
Mołotow i Stalin, który przyjmuje w dniu 15 listopada 1944 r. od delegacji Warszawy symboliczny dar – brązowy herb Polski.

Terenami, które włączone zostały do ZSRR w wyniku paktu Ribbentrop-Mołotow były: wschodnie obszary II RP (przyłączone do Ukraińskiej SRR i Białoruskiej SRR), Łotwa (która stała się Łotewską SRR), Estonia (stała się Estońską SRR), Litwa (która stała się Litewską SRR, oprócz tego do Litwy włączono obszar Wileńszczyzny), fragment (reszta kraju obroniła swoją niepodległość) wschodniej Finlandii (Karelo-Fińska SRR) oraz wschodniej Rumunii (połączone z innymi ziemiami mołdawskimi utworzyły Mołdawską SRR). Obszary te zostały poddane kolektywizacji i masowemu terrorowi. Stalin ściśle przestrzegał zobowiązań sojuszu z Niemcami, od 1939 dostarczając Niemcom surowców strategicznych i zaopatrzenia do prowadzenia wojny na zachodzie Europy (kampania francuska 1940), przekazując także stronie niemieckiej osoby niepożądane na terenie ZSRR (m.in. niektórych działaczy komunistycznych).
Niemcy nie mogli pogodzić się z ekspansjonistycznymi celami Stalina, przedstawionymi przez Wiaczesława Mołotowa w Berlinie w listopadzie 1940 i wykraczającymi poza zakres przewidzianych w pakcie stref wpływu (poza przewidzianą do zajęcia Finlandią i nie przewidzianą do zajęcia w pakcie Ribbentrop-Mołotow Bukowiną północną, Stalin wykazywał m.in. zainteresowanie Bułgarią, kontrolą przejścia z Morza Czarnego na Morze Śródziemne czy swobodą przejścia przez cieśniny duńskie, co powodowało dla Niemiec zagrożenie dla kontroli nad rumuńskimi polami naftowymi), przeprowadzanie przymusowych wysiedleń ludności niemieckojęzycznej z krajów nadbałtyckich, a także intensyfikacja zbrojenia armii spowodowały podjęcie, a następnie przyspieszenie prac nad planem agresji na ZSRR. Już miesiąc po opanowaniu ostatniego państwa nadbałtyckiego przez ZSRR kanclerz III Rzeszy Adolf Hitler wydał dyrektywę nr 21 (18 grudnia 1940 roku).

### Wojna z Niemcami

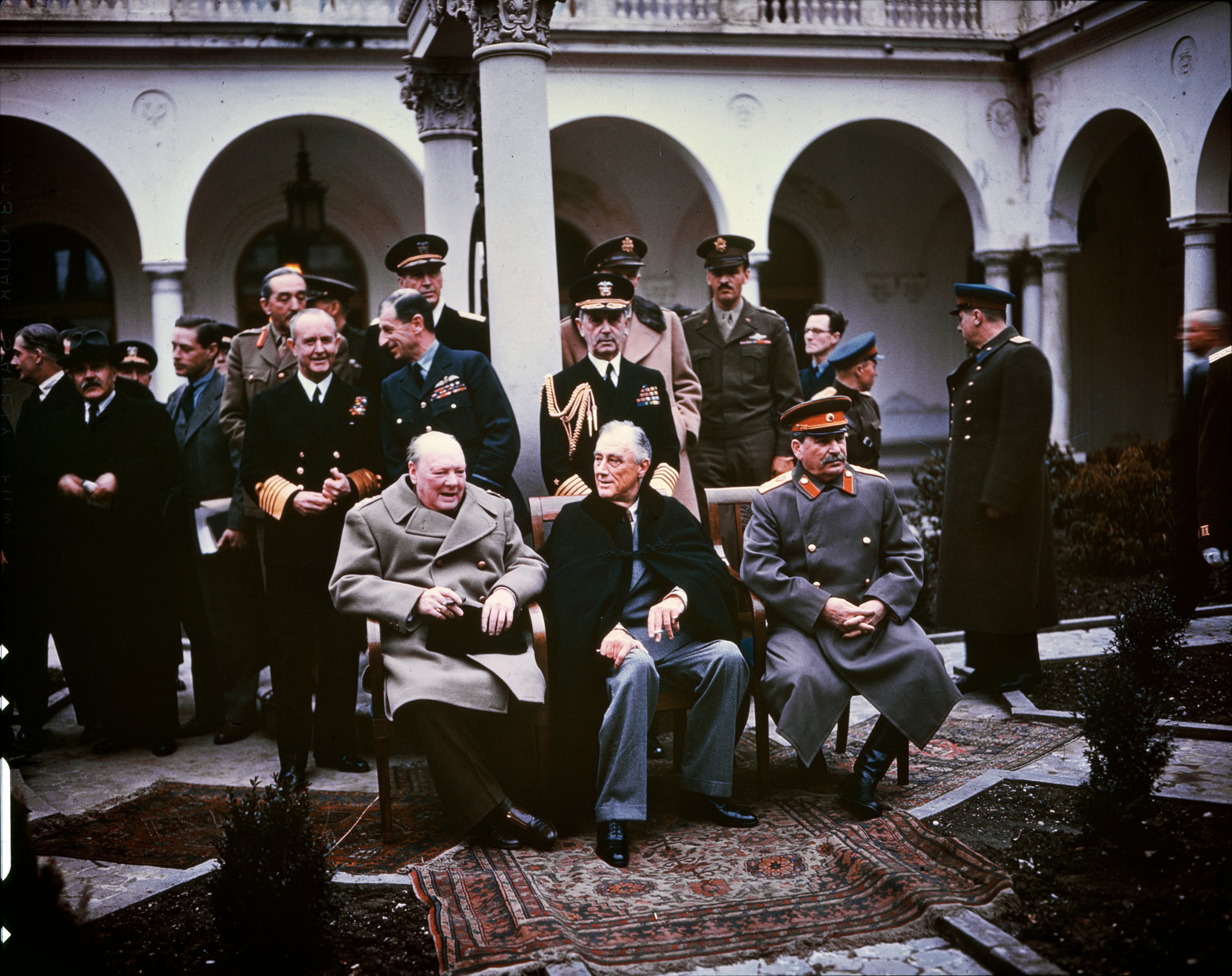
Konferencja w Jałcie w lutym 1945, Józef Stalin po prawej stronie

22 czerwca 1941 wojska niemieckie rozpoczęły realizację planu „Barbarossa” – wojny błyskawicznej w ZSRR. Zdemoralizowane przez represje i słabo wyszkolone do obrony oddziały stawiały słaby opór i wkrótce wojska niemieckie znalazły się na przedpolach Moskwy. Nie udało się jednak Niemcom ani zająć stolicy, ani sparaliżować gospodarki, a przewaga demograficzna i patriotyzm Rosjan sprawiły, że konflikt przedłużył się na kolejne cztery lata. Do działań przeciwko ZSRR Hitler skoncentrował 3 000 000 żołnierzy, 3580 czołgów i 7184 działa artyleryjskie. Armia ZSRR posiadała łącznie 20 500 czołgów (z czego mniej więcej połowa znajdowała się na zachodzie). Inwazja hitlerowska rozpoczęła się 22 czerwca o godzinie 3.15. W ciągu 9 dni od wybuchu wojny w różnych częściach ZSRR zmobilizowano 5 milionów ludzi. Spora część z tych żołnierzy uzupełniła straty pierwszego tygodnia wojny. W przemówieniu 3 lipca Stalin wezwał do utworzenia ruchu partyzanckiego i walki przeciwko Niemcom.
Pod presją sytuacji wojennej dokonano przesunięcia akcentów w polityce wewnętrznej, ideologii i propagandzie, przejściowo zastąpiono komunizm hasłami narodowymi, porzucono hasła internacjonalizmu na rzecz wielkości Rosji, częściowo odbudowano zniszczoną Cerkiew i rozwiązano Związek Wojujących Bezbożników. Kościoły poparły działania wojenne Armii Czerwonej, a rząd zgodził się na otwarcie szeregu świątyń. Programy religijne zaczęło nadawać Radio Moskwa. W 1943 roku doszło do historycznego spotkania między przywódcą ZSRR a patriarchą Moskwy, Sergiuszem. Już po inwazji patriarcha potępił Rosjan którzy podjęli się kolaboracji z agresorami i wezwał prawosławnych w okupowanych krajach Europy do zjednoczenia się i walki z Niemcami. Do 1944 roku otworzono 200 nowych cerkwi, a w okresie religijnej liberalizacji zaobserwowano wzrost aktywności religijnej obywateli wyznających wszelkie religie.
W 1943 (bitwa pod Stalingradem) Armia Czerwona osiągnęła strategiczną przewagę i zmusiła Niemców nie tylko do wycofania się z terytorium ZSRR, ale także z Rumunii, Bułgarii, Węgier, Polski, znacznej części Czechosłowacji. Następnie Armia Czerwona dotarła do terytorium Niemiec. Konferencje Stalina z zachodnimi sojusznikami w Teheranie, Jałcie i Poczdamie stały się podstawą powojennego ładu międzynarodowego. Popełniane przez Stalina błędy militarne kompensowane były częściowo poświęceniem społeczeństwa i konkretnych żołnierzy, umiejętnościami dowódców radzieckich, a także pomocą amerykańską w sprzęcie wojskowym, paliwie i surowcach w ramach Lend-Lease Act. Wszystko to skutkowało jednak niezwykle wysokimi stratami ludzkimi, a znaczenie pomocy zagranicznej było po wojnie pomniejszane lub pomijane milczeniem.
W trakcie trwania wojny światowej, w 1944 roku włączył do ZSRR Tuwińską Republikę Ludową.

### Budowa bloku wschodniego

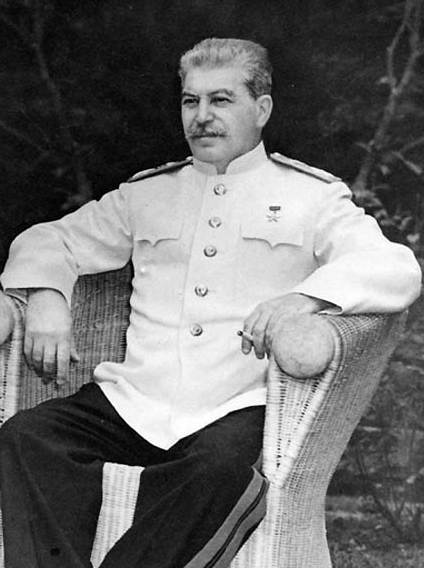
Stalin w 1945

Jeszcze w czasie trwania wojny z Niemcami Stalin pozostawał podejrzliwy i uważał, że alianci zachodni celowo opóźniali otwarcie drugiego frontu antyniemieckiego, aby wykrwawić broniących się Sowietów. Mimo to dążył do utrzymania pokoju z Wielką Brytanią i USA, mając nadzieję, że mocarstwa te dadzą mu się skupić na powojennej odbudowie kraju i uzyskaniu dodatniego wzrostu gospodarczego. Po zwycięstwie aliantów w maju 1945 roku ZSRR, nie napotykając większego oporu Zachodu, skutecznie wprowadził pod zakres swoich wpływów Europę Środkową i Wschodnią. W czasie wojny Stalin utworzył specjalne ośrodki szkoleniowe dla komunistów z różnych krajów, co miało ułatwić im objęcie przywództwa w krajach na terenach zajętych przez Armię Czerwoną. W rezultacie przeszkoleni przez Moskwę działacze obejmowali kontrolę nad mediami (zwłaszcza radiem) oraz likwidowali wszelkie niezależne instytucje obywatelskie czy konkurencyjne partie polityczne.
Tereny Europy Środkowo-Wschodniej zajęte przez Armię Czerwoną zostały włączone do bloku wschodniego. Państwami bloku w okresie stalinowskim były: Niemiecka Republika Demokratyczna, Polska Rzeczpospolita Ludowa, Węgierska Republika Ludowa, Bułgarska Republika Ludowa, Czechosłowacka Republika Socjalistyczna, Rumuńska Republika Ludowa i Albańska Republika Ludowa.

#### Próba rozszerzenia bloku wschodniego i wybuch zimnej wojny
Stalin, chcąc rozszerzyć blok wschodni i uzyskać dla ZSRR koncesję na wydobycie ropy naftowej w północnych prowincjach Iranu usiłował zapewnić sobie bazę polityczną w tym kraju. W tym celu, w grudniu 1945 roku wsparł utworzenie separatystycznej Autonomicznej Republiki Azerbejdżanu z Seyidem Cəfərem Pişəvərim na czele. W jej rozwijaniu rząd wspierali nauczyciele, dziennikarze i działacze przybyli z Azerbejdżańskiej SRR. 22 stycznia 1946 miejscowi separatyści ogłosili powstanie niezależnej Republiki Kurdyjskiej, która również zyskała poparcie ZSRR. USA i Wielka Brytania zdecydowały się na dyplomatyczną konfrontację i ostatecznie wymogły na Stalinie podpisanie 26 marca 1946 układu. Zgodnie z jego zapisami wojska radzieckie ostatecznie opuściły Iran, a parlament irański odrzucił ustawę przyznającą ZSRR naftowe koncesje. Separatystyczne republiki Azerów i Kurdów zostały zlikwidowane przez wojsko rządu Iranu.
Po kryzysie irańskim 9 lutego 1946 roku Stalin wygłosił przemówienie, w którym stwierdził, że „komunizm i kapitalizm nie mogą koegzystować” oraz ogłosił plan „przygotowania ZSRR w ciągu pięciu lat na każdą ewentualność”. Wystąpienie zostało odebrane w krajach zachodnich jako „deklaracja III wojny światowej”. Niedługo po tym wystąpieniu 22 lutego 1946 roku George Kennan wysłał z Moskwy długi telegram, w którym wyraził m.in. postulat obrania twardego kursu Stanów Zjednoczonych wobec ZSRR.
Przepaść między ZSRR a Zachodem pogłębiały w dalszym stopniu grecka wojna domowa i zorganizowany przez ZSRR zamach stanu w Czechosłowacji w 1948 r. Wydarzenia te zapoczątkowały okres w historii świata znany jako zimna wojna.

#### Przebieg zimnej wojny w okresie stalinowskim

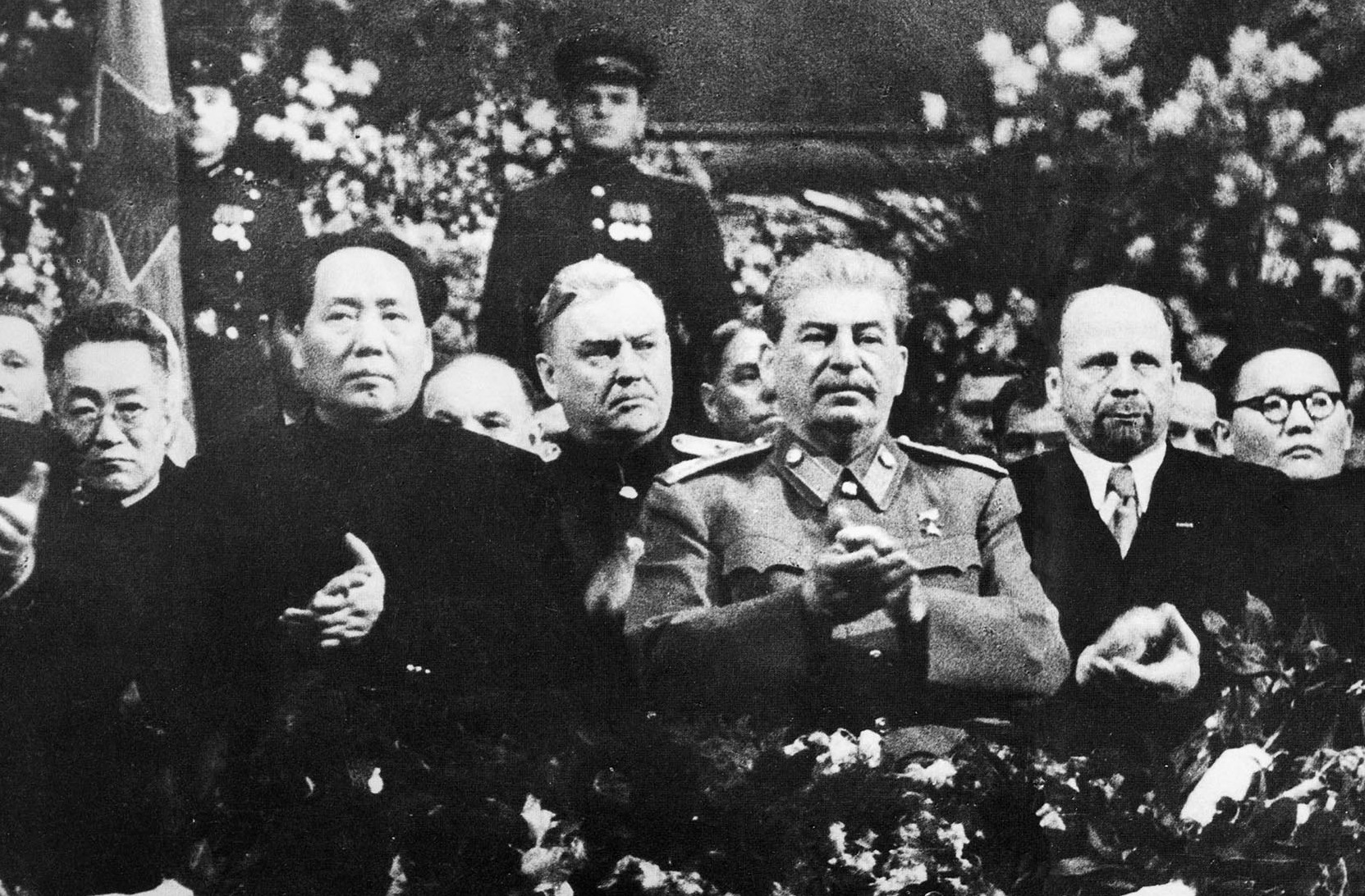
Stalin, Ulbricht i Mao Zedong, 1949

W 1948 roku wybuchł kryzys jugosłowiański, w wyniku którego radziecka partia komunistyczna zerwała stosunki z Komunistyczną Partią Jugosławii. W styczniu 1949 roku ZSRR zgrupował państwa bloku wschodniego w instytucję o nazwie Rada Wzajemnej Pomocy Gospodarczej. Do dużego wzmocnienia ZSRR doszło, gdy w 1949 roku Chińska Armia Ludowo-Wyzwoleńcza Mao Zedonga pokonała w toczącej się z przerwami od lat 30. wojnie domowej wspierane przez USA siły Kuomintangu Czang Kaj-szeka. W miejsce dotychczasowej Republiki Chińskiej, Mao utworzył Chińską Republikę Ludową, z którą to ZSRR szybko utworzył sojusz. Zapalnym punktem zimnej wojny był Półwysep Koreański podzielony na komunistyczną Koreańską Republikę Ludowo-Demokratyczną i prozachodnią Republikę Korei. ZSRR popierał KRLD, ale nie był jej w stanie kontrolować. W 1950 roku wojska KRLD dokonały inwazji na obszar Korei Południowej, co było rezultatem wcześniejszych napięć między oboma państwami koreańskimi. ChRL jawnie wsparła zbrojnie KRLD, ZSRR zajął dwuznaczne stanowisko. Stalin odmówił większego wsparcia sił północnokoreańskich, oferując jedynie pomoc zaopatrzeniową i lotniczą.

### Sytuacja w powojennym ZSRR
Powojenny okres władzy Stalina cechowało także przyjmowanie przez niego nowych tytułów, orderów i stopni wojskowych. 24 czerwca 1945 roku Michaił Kalinin, Przewodniczący Prezydium Rady Najwyższej ZSRR, podpisał dekret awansujący Stalina do rangi generalissimusa. Podupadły na zdrowiu polityk stawał się coraz mniej skuteczny. Po wojnie zaaprobował poglądy Trofima Łysenki, często określanych jako pseudonaukowe, który m.in. za pomocą sfałszowanych badań naukowych zdołał przekonać komunistów do swoich idei. W rezultacie, w 1948 WKP(b) specjalnym dekretem odrzuciła uznawane na całym świecie zasady genetyki Mendla, uznając za oficjalną naukę państwa radzieckiego łysenkizm. Decyzja ta, jak i państwowo aprobowana działalność Łysenki, miała długotrwale negatywny wpływ na rozwój biologii i rolnictwa w ZSRR. Przyczyniła się w efekcie do katastrofalnego stanu radzieckiej produkcji rolniczej. Ocenia się, że w 1953, w chwili, gdy zmarł Józef Stalin, ilość produkowanego mięsa i warzyw w całym ZSRR była niższa, niż w Imperium Rosyjskim za cara Mikołaja II.
Także okres powojenny związany był z kolejnymi czystkami i sprawowaniem rządów metodami terroru. Tym razem podejrzenia Stalina koncentrować się zaczęły m.in. wokół Żydów, których podejrzewał o współdziałanie z wywiadem amerykańskim. Na tym tle doszło do zamordowania 12 stycznia 1948, z polecenia Stalina, Salomona Michoelsa – przewodniczącego najsilniejszej organizacji skupiającej komunistycznych działaczy żydowskich – Żydowskiego Komitetu Antyfaszystowskiego (JAFK). 20 listopada 1948 decyzją KC WKP(b) rozwiązano JAFK, a jego czołowi działacze zostali aresztowani. Część z nich została stracona, reszta otrzymała wyroki długoletniego więzienia lub zesłania do łagrów. 12 sierpnia 1952, z polecenia Stalina, zamordowano w podziemiach więzienia NKWD w Moskwie, Łubianki, 13 pisarzy żydowskich tworzących w języku jidysz, wcześniej oskarżonych w pokazowym procesie o żydowski nacjonalizm. W opinii historyków zajmujących się tym okresem historii ZSRR, był to typowy mord sądowy ery stalinizmu. Antysemicki charakter miała również walka z tzw. kosmopolityzmem, który sprowadzono do demaskowania i usuwania z pracy Żydów. Jednym z momentów kulminacyjnych była tzw. sprawa lekarzy kremlowskich – głównie żydowskiego pochodzenia, których oskarżano o rzekomo celowe niewłaściwe leczenie i uśmiercanie w ten sposób działaczy partyjnych.

### Śmierć
Józef Stalin zmarł w czwartek 5 marca 1953 o godzinie 21:50 w konsekwencji gwałtownego wielonarządowego pogarszania się stanu zdrowia począwszy od wieczora 1 marca. Zgodnie ze stopniowo w późniejszym czasie ujawnianymi danymi miało to miejsce w tzw. bliskiej daczy w obecnej moskiewskiej dzielnicy Kuncewo. Początkowo stan zdrowia Stalina nie był ujawniany. W tym czasie grupa osób z najwyższych władz KPZR, obecni w daczy z przerwami na m.in. narady, czyli Gieorgij Malenkow, Nikita Chruszczow, Ławrientij Beria i Nikołaj Bułganin, zdawali sobie sprawę na podstawie diagnoz wezwanych grupy lekarzy, że śmierć Stalina jest nieuchronna. Pierwsza informacja oficjalna została podana wczesnym rankiem 4 marca w moskiewskim radiu i głosiła, że kiedy Stalin przebywał w swoim mieszkaniu na Kremlu w Moskwie, miał krwotok mózgowy, który dotknął jego ważne obszary. Zostały też przytoczone informacje medyczne o jego stanie zdrowia – wymieniono takie oznaki ciężkiego stanu, jak udar, utrata przytomności, paraliż ciała, oddychanie agonalne. Do tej pory nie jest jasne, dlaczego wskazano, że zdarzenie miało miejsce w mieszkaniu kremlowskim.
Publikowane w prasie propagandowej PRL za agencją TASS oświadczenia podały, że w nocy z 1 na 2 marca 1953 w swoim mieszkaniu doznał wylewu krwi do mózgu (do lewej półkuli) na tle choroby nadciśnieniowej i miażdżycy, w wyniku którego nastąpiło porażenie prawej połowy ciała i trwała utrata przytomności, wobec czego w kolejnych dniach był poddawany leczeniu.
Śmierć Stalina została ogłoszona przez radio rano 6 marca, w ślad za tym pojawiły się publikacje w mediach PRL. Według raportu medycznego śmierć nastąpiła w wyniku krwotoku śródmózgowego. Szczegóły dotyczące przebiegu leczenia Stalina, jego choroby, wyników sekcji zwłok i oficjalnego biuletynu są opisane we wspomnieniach członka rzeczywistego Akadiemiji miedicynskich nauk SSSR, Aleksandra Miasnikowa (1899–1965), opublikowanych w roku 2011.
Jak podał Edward Radziński na podstawie wspomnień córki Stalina, Swietłany Alliłujewej, która była w tym czasie obecna na bliskiej daczy, jej ojciec umierał strasznie i ciężko.
Pogrzeb odbył się w poniedziałek 9 marca 1953 o godz. 12. Trumna z jego ciałem została przewieziona z Sali Kolumnowej Domu Związków na lawecie armatniej do placu Czerwonego i umieszczona w mauzoleum Lenina. W Moskwie ogłoszono żałobę na dni 6–9 marca 1953, zaś dzień pogrzebu Stalina został ogłoszony dniem żałoby narodowej w Polskiej Rzeczypospolitej Ludowej.
Poza oficjalną i z czasem szerzej udokumentowana wersją nt. śmierci Stalina, istnieją też wersje alternatywne. Zaliczają się do nich teorie spiskowe, które sugerują, że polityk mógł zostać zamordowany kilka dni wcześniej za wiedzą lub na polecenie niektórych swoich współpracowników, którzy zaczęli obawiać się o swoje życie wskutek narastającej paranoi radzieckiego przywódcy. Wymieniane są różne nazwiska, w tym szefa służb specjalnych, Ławrientija Berii. Publikacje wskazują na prawdopodobieństwo zastosowania do otrucia Stalina specyfiku podobnego do warfaryny, a także wykonania mu zastrzyku z adrenaliny.
Inna wersja głosi, że Stalin zmarł w czwartek 5 marca 1953 w saunie po długiej libacji z Chruszczowem.
Śmierć Stalina spowodowała falę propagandowej histerii oraz kolejny realny paroksyzm jego kultu. Podczas pogrzebu w Moskwie setki (są też dane mówiące o tysiącach) osób zostały śmiertelnie poturbowane (stratowane) przez tłum. Powstało wiele utworów żałobnych. Niektórym miastom zmieniono nazwy. Przykładowo w Polsce Katowicom nadano nazwę Stalinogród, ówczesne województwo katowickie przemianowano na województwo stalinogrodzkie.
W 1961 zmumifikowane ciało Stalina zostało usunięte z mauzoleum Lenina i pochowane na cmentarzu pod murem Kremla, za mauzoleum, obok grobów najważniejszych działaczy bolszewickich i komunistycznych.

## Destalinizacja
Zwycięzca w walce o władzę w Moskwie, Nikita Chruszczow, który za życia Stalina był posłusznym wykonawcą jego polityki, na XX Zjeździe KPZR zainspirował „destalinizację” – potępienie niektórych, najbardziej oburzających zbrodni i nadużyć. Destalinizacja wiązała się z „odwilżą”: uwolnieniem milionów więźniów politycznych, procesami rehabilitacyjnymi, liberalizacją i złagodzeniem terroru.
Od roku 2000 rozpoczęła się w Federacji Rosyjskiej powolna rehabilitacja Józefa Stalina. W roku tym prezydent Rosji Władimir Putin przywrócił melodię stalinowskiego hymnu ZSRR jako oficjalnego hymnu Rosji, a następnie uznał wkład Józefa Stalina w zwycięstwo nad Niemcami w II wojnie światowej. Rehabilitowanie Stalina postępuje również wśród społeczeństw byłych radzieckich republik, przede wszystkim w Gruzji.

## Życie prywatne
Stalin był dwukrotnie żonaty. Jego pierwsza żona, Jekatierina Swanidze, zmarła po czterech latach małżeństwa w 1907 roku, po ciężkiej chorobie, którą był najprawdopodobniej tyfus. Sam Stalin mówił o niej: To było jedyne stworzenie zdolne zmiękczyć moje kamienne serce. Umarła, a razem z nią wszystkie ciepłe uczucia, jakie miałem dla ludzkich istot. Ze związku tego urodził się syn, Jakow Dżugaszwili. Drugą żoną Stalina została w 1919 Nadieżda Alliłujewa. Ich dwoje dzieci to Wasilij (urodzony w 1921) i Swietłana (urodzona w 1926). Dzieci rzadko widywały się z ojcem, który odnosił się do nich z rezerwą, nie okazując szczególnych uczuć, poza Swietłaną, którą Stalin, według licznych relacji, bardzo kochał i otaczał szczególnym przywiązaniem i opieką. Swietłana w 1967 wyjechała z ZSRR do Indii, skąd przez Szwajcarię uciekła do USA. Wasilij służył w Armii Radzieckiej jako generał porucznik lotnictwa. Po śmierci Stalina został aresztowany i zwolniony z wojska, a w pokazowym procesie skazany na 8 lat więzienia. W 1960 na fali odwilży politycznej został zwolniony. Niedługo potem popadł w alkoholizm i zmarł śmiercią naturalną w 1962.
Stalin cieszył się podobno zawsze dużym powodzeniem u kobiet, także w latach przed dojściem do władzy. Wiaczesław Mołotow powiedział: „zawsze podobał się kobietom”. Niektóre hipotezy utrzymują, że druga żona, Nadieżda, popełniła samobójstwo także przez wzgląd na niewierność męża.
Stalin nie przywiązywał wagi do życia rodzinnego. Jedyną osobą z rodziny, którą tolerował, była córka Swietłana, ale też do czasu jej małżeństwa, którego Stalin nigdy nie zaakceptował. Sam mieszkał jak pustelnik w jednym pokoju, w ciągu dnia śpiąc, a w nocy pracując ze swoimi współpracownikami. Ciągle oglądał nieme filmy i słuchał płyt gramofonowych, a dla odpoczynku wyjeżdżał do podmoskiewskiej daczy w Kuncewie. Regularnie bywał też w Teatrze Bolszoj. Rzadko natomiast występował publicznie i wygłaszał przemówienia. Co roku wyjeżdżał do Gruzji, skąd pochodził. Ponieważ panicznie bał się zamachu na swoje życie, w podróżach tych brało udział pięć identycznych pociągów. W jednym z nich był Stalin, a w każdym z czterech pozostałych podróżował jego sobowtór.
Był nałogowym palaczem. Palił papierosy i fajkę, która stała się jego atrybutem i jednym z jego symboli.
|  |  |  |  |                                 |                                 |                                 |                                 |                                 |                                 |                       |                       | Ekaterine Geladze                   | Ekaterine Geladze                   | Ekaterine Geladze                   | Ekaterine Geladze                   | Ekaterine Geladze                   | Ekaterine Geladze                   |                     |                     |              |              |                     |                     | Besarion Dżughaszwili | Besarion Dżughaszwili | Besarion Dżughaszwili | Besarion Dżughaszwili | Besarion Dżughaszwili | Besarion Dżughaszwili |                  |                  |                      |                      |                      |                      |                      |                      |  |  |  |  |  |  |  |  |  |  |  |  |  |  |  |  |  |  |  |  |  |  |  |  |  |  |  |  |  |  |  |  |  |  |  |  |
|  |  |  |  |                                 |                                 |                                 |                                 |                                 |                                 |                       |                       | Ekaterine Geladze                   | Ekaterine Geladze                   | Ekaterine Geladze                   | Ekaterine Geladze                   | Ekaterine Geladze                   | Ekaterine Geladze                   |                     |                     |              |              |                     |                     | Besarion Dżughaszwili | Besarion Dżughaszwili | Besarion Dżughaszwili | Besarion Dżughaszwili | Besarion Dżughaszwili | Besarion Dżughaszwili |                  |                  |                      |                      |                      |                      |                      |                      |  |  |  |  |  |  |  |  |  |  |  |  |  |  |  |  |  |  |  |  |  |  |  |  |  |  |  |  |  |  |  |  |  |  |  |  |
|  |  |  |  |                                 |                                 |                                 |                                 |                                 |                                 |                       |                       |                                     |                                     |                                     |                                     |                                     |                                     |                     |                     |              |              |                     |                     |                       |                       |                       |                       |                       |                       |                  |                  |                      |                      |                      |                      |                      |                      |  |  |  |  |  |  |  |  |  |  |  |  |  |  |  |  |  |  |  |  |  |  |  |  |  |  |  |  |  |  |  |  |  |  |  |  |
|  |  |  |  |                                 |                                 | Jekatierina Swanidze            | Jekatierina Swanidze            | Jekatierina Swanidze            | Jekatierina Swanidze            | Jekatierina Swanidze  | Jekatierina Swanidze  |                                     |                                     |                                     |                                     |                                     |                                     | Józef Stalin        | Józef Stalin        | Józef Stalin | Józef Stalin | Józef Stalin        | Józef Stalin        |                       |                       |                       |                       |                       |                       |                  |                  | Nadieżda Alliłujewa  | Nadieżda Alliłujewa  | Nadieżda Alliłujewa  | Nadieżda Alliłujewa  | Nadieżda Alliłujewa  | Nadieżda Alliłujewa  |  |  |  |  |  |  |  |  |  |  |  |  |  |  |  |  |  |  |  |  |  |  |  |  |  |  |  |  |  |  |  |  |  |  |  |  |
|  |  |  |  |                                 |                                 | Jekatierina Swanidze            | Jekatierina Swanidze            | Jekatierina Swanidze            | Jekatierina Swanidze            | Jekatierina Swanidze  | Jekatierina Swanidze  |                                     |                                     |                                     |                                     |                                     |                                     | Józef Stalin        | Józef Stalin        | Józef Stalin | Józef Stalin | Józef Stalin        | Józef Stalin        |                       |                       |                       |                       |                       |                       |                  |                  | Nadieżda Alliłujewa  | Nadieżda Alliłujewa  | Nadieżda Alliłujewa  | Nadieżda Alliłujewa  | Nadieżda Alliłujewa  | Nadieżda Alliłujewa  |  |  |  |  |  |  |  |  |  |  |  |  |  |  |  |  |  |  |  |  |  |  |  |  |  |  |  |  |  |  |  |  |  |  |  |  |
|  |  |  |  |                                 |                                 |                                 |                                 |                                 |                                 |                       |                       |                                     |                                     |                                     |                                     |                                     |                                     |                     |                     |              |              |                     |                     |                       |                       |                       |                       |                       |                       |                  |                  |                      |                      |                      |                      |                      |                      |  |  |  |  |  |  |  |  |  |  |  |  |  |  |  |  |  |  |  |  |  |  |  |  |  |  |  |  |  |  |  |  |  |  |  |  |
|  |  |  |  |                                 |                                 |                                 |                                 |                                 |                                 |                       |                       |                                     |                                     |                                     |                                     |                                     |                                     |                     |                     |              |              |                     |                     |                       |                       |                       |                       |                       |                       |                  |                  |                      |                      |                      |                      |                      |                      |  |  |  |  |  |  |  |  |  |  |  |  |  |  |  |  |  |  |  |  |  |  |  |  |  |  |  |  |  |  |  |  |  |  |  |  |
|  |  |  |  |                                 |                                 | Julija Melcer                   | Julija Melcer                   | Julija Melcer                   | Julija Melcer                   | Julija Melcer         | Julija Melcer         |                                     |                                     | Jakow Dżugaszwili                   | Jakow Dżugaszwili                   | Jakow Dżugaszwili                   | Jakow Dżugaszwili                   | Jakow Dżugaszwili   | Jakow Dżugaszwili   |              |              |                     |                     | Wasilij Stalin        | Wasilij Stalin        | Wasilij Stalin        | Wasilij Stalin        | Wasilij Stalin        | Wasilij Stalin        |                  |                  | Swietłana Alliłujewa | Swietłana Alliłujewa | Swietłana Alliłujewa | Swietłana Alliłujewa | Swietłana Alliłujewa | Swietłana Alliłujewa |  |  |  |  |  |  |  |  |  |  |  |  |  |  |  |  |  |  |  |  |  |  |  |  |  |  |  |  |  |  |  |  |  |  |  |  |
|  |  |  |  |                                 |                                 | Julija Melcer                   | Julija Melcer                   | Julija Melcer                   | Julija Melcer                   | Julija Melcer         | Julija Melcer         |                                     |                                     | Jakow Dżugaszwili                   | Jakow Dżugaszwili                   | Jakow Dżugaszwili                   | Jakow Dżugaszwili                   | Jakow Dżugaszwili   | Jakow Dżugaszwili   |              |              |                     |                     | Wasilij Stalin        | Wasilij Stalin        | Wasilij Stalin        | Wasilij Stalin        | Wasilij Stalin        | Wasilij Stalin        |                  |                  | Swietłana Alliłujewa | Swietłana Alliłujewa | Swietłana Alliłujewa | Swietłana Alliłujewa | Swietłana Alliłujewa | Swietłana Alliłujewa |  |  |  |  |  |  |  |  |  |  |  |  |  |  |  |  |  |  |  |  |  |  |  |  |  |  |  |  |  |  |  |  |  |  |  |  |
|  |  |  |  |                                 |                                 |                                 |                                 |                                 |                                 |                       |                       |                                     |                                     |                                     |                                     |                                     |                                     |                     |                     |              |              |                     |                     |                       |                       |                       |                       |                       |                       |                  |                  |                      |                      |                      |                      |                      |                      |  |  |  |  |  |  |  |  |  |  |  |  |  |  |  |  |  |  |  |  |  |  |  |  |  |  |  |  |  |  |  |  |  |  |  |  |
|  |  |  |  |                                 |                                 |                                 |                                 |                                 |                                 |                       |                       |                                     |                                     |                                     |                                     |                                     |                                     |                     |                     |              |              |                     |                     |                       |                       |                       |                       |                       |                       |                  |                  |                      |                      |                      |                      |                      |                      |  |  |  |  |  |  |  |  |  |  |  |  |  |  |  |  |  |  |  |  |  |  |  |  |  |  |  |  |  |  |  |  |  |  |  |  |
|  |  |  |  |                                 |                                 | Jewgienij Dżugaszwili           | Jewgienij Dżugaszwili           | Jewgienij Dżugaszwili           | Jewgienij Dżugaszwili           | Jewgienij Dżugaszwili | Jewgienij Dżugaszwili |                                     |                                     | Galina Dżugaszwili                  | Galina Dżugaszwili                  | Galina Dżugaszwili                  | Galina Dżugaszwili                  | Galina Dżugaszwili  | Galina Dżugaszwili  |              |              | Aleksandr Burdonski | Aleksandr Burdonski | Aleksandr Burdonski   | Aleksandr Burdonski   | Aleksandr Burdonski   | Aleksandr Burdonski   |                       |                       | Nadieżda Stalina | Nadieżda Stalina | Nadieżda Stalina     | Nadieżda Stalina     | Nadieżda Stalina     | Nadieżda Stalina     |                      |                      |  |  |  |  |  |  |  |  |  |  |  |  |  |  |  |  |  |  |  |  |  |  |  |  |  |  |  |  |  |  |  |  |  |  |  |  |
|  |  |  |  |                                 |                                 | Jewgienij Dżugaszwili           | Jewgienij Dżugaszwili           | Jewgienij Dżugaszwili           | Jewgienij Dżugaszwili           | Jewgienij Dżugaszwili | Jewgienij Dżugaszwili |                                     |                                     | Galina Dżugaszwili                  | Galina Dżugaszwili                  | Galina Dżugaszwili                  | Galina Dżugaszwili                  | Galina Dżugaszwili  | Galina Dżugaszwili  |              |              | Aleksandr Burdonski | Aleksandr Burdonski | Aleksandr Burdonski   | Aleksandr Burdonski   | Aleksandr Burdonski   | Aleksandr Burdonski   |                       |                       | Nadieżda Stalina | Nadieżda Stalina | Nadieżda Stalina     | Nadieżda Stalina     | Nadieżda Stalina     | Nadieżda Stalina     |                      |                      |  |  |  |  |  |  |  |  |  |  |  |  |  |  |  |  |  |  |  |  |  |  |  |  |  |  |  |  |  |  |  |  |  |  |  |  |
|  |  |  |  |                                 |                                 |                                 |                                 |                                 |                                 |                       |                       |                                     |                                     |                                     |                                     |                                     |                                     |                     |                     |              |              |                     |                     |                       |                       |                       |                       |                       |                       |                  |                  |                      |                      |                      |                      |                      |                      |  |  |  |  |  |  |  |  |  |  |  |  |  |  |  |  |  |  |  |  |  |  |  |  |  |  |  |  |  |  |  |  |  |  |  |  |
|  |  |  |  | Jakow Jewgienjewicz Dżugaszwili | Jakow Jewgienjewicz Dżugaszwili | Jakow Jewgienjewicz Dżugaszwili | Jakow Jewgienjewicz Dżugaszwili | Jakow Jewgienjewicz Dżugaszwili | Jakow Jewgienjewicz Dżugaszwili |                       |                       | Wissarion Jewgienjewicz Dżugaszwili | Wissarion Jewgienjewicz Dżugaszwili | Wissarion Jewgienjewicz Dżugaszwili | Wissarion Jewgienjewicz Dżugaszwili | Wissarion Jewgienjewicz Dżugaszwili | Wissarion Jewgienjewicz Dżugaszwili |                     |                     |              |              |                     |                     |                       |                       |                       |                       |                       |                       |                  |                  |                      |                      |                      |                      |                      |                      |  |  |  |  |  |  |  |  |  |  |  |  |  |  |  |  |  |  |  |  |  |  |  |  |  |  |  |  |  |  |  |  |  |  |  |  |
|  |  |  |  | Jakow Jewgienjewicz Dżugaszwili | Jakow Jewgienjewicz Dżugaszwili | Jakow Jewgienjewicz Dżugaszwili | Jakow Jewgienjewicz Dżugaszwili | Jakow Jewgienjewicz Dżugaszwili | Jakow Jewgienjewicz Dżugaszwili |                       |                       | Wissarion Jewgienjewicz Dżugaszwili | Wissarion Jewgienjewicz Dżugaszwili | Wissarion Jewgienjewicz Dżugaszwili | Wissarion Jewgienjewicz Dżugaszwili | Wissarion Jewgienjewicz Dżugaszwili | Wissarion Jewgienjewicz Dżugaszwili |                     |                     |              |              |                     |                     |                       |                       |                       |                       |                       |                       |                  |                  |                      |                      |                      |                      |                      |                      |  |  |  |  |  |  |  |  |  |  |  |  |  |  |  |  |  |  |  |  |  |  |  |  |  |  |  |  |  |  |  |  |  |  |  |  |
|  |  |  |  |                                 |                                 |                                 |                                 |                                 |                                 |                       |                       |                                     |                                     |                                     |                                     |                                     |                                     |                     |                     |              |              |                     |                     |                       |                       |                       |                       |                       |                       |                  |                  |                      |                      |                      |                      |                      |                      |  |  |  |  |  |  |  |  |  |  |  |  |  |  |  |  |  |  |  |  |  |  |  |  |  |  |  |  |  |  |  |  |  |  |  |  |
|  |  |  |  |                                 |                                 | Iosif Dżugaszwili               | Iosif Dżugaszwili               | Iosif Dżugaszwili               | Iosif Dżugaszwili               | Iosif Dżugaszwili     | Iosif Dżugaszwili     |                                     |                                     | Wasilij Dżugaszwili                 | Wasilij Dżugaszwili                 | Wasilij Dżugaszwili                 | Wasilij Dżugaszwili                 | Wasilij Dżugaszwili | Wasilij Dżugaszwili |              |              |                     |                     |                       |                       |                       |                       |                       |                       |                  |                  |                      |                      |                      |                      |                      |                      |  |  |  |  |  |  |  |  |  |  |  |  |  |  |  |  |  |  |  |  |  |  |  |  |  |  |  |  |  |  |  |  |  |  |  |  |

## Ocena historyczna, społeczna i medyczna
Józefa Stalina postrzega się jako jednego z największych (jeśli nie największego) tyranów i ludobójców w dziejach Rosji i świata, porównywalnego tylko z Adolfem Hitlerem i Mao Tse-tungiem. Przypisywane jest mu spowodowanie śmierci około 20 milionów ludzi. Spotykane są też wyższe szacunki, Simon Sebag Montefiore ocenił, że za rządów Stalina śmierć poniosło 25 milionów ludzi, Rudolph Rummel ocenił liczbę wymordowanych przez niego osób na co najmniej 43 miliony ludzi z 62 milionów unicestwionych w ZSRR w latach 1917–1987. Szacunki powyżej 100 milionów, pojawiające się u części historyków i badaczy, wydają się jednak wątpliwe, gdyż np. szeroko znana, ale też krytykowana przez część naukowców, którzy twierdzą, iż podaje ona liczby ofiar komunizmu w XX wieku zawyżone niemal dwukrotnie, Czarna księga komunizmu, ocenia łączną liczbę ofiar tego systemu w skali całego świata na 94 miliony, z czego w ZSRR na 20 milionów, a brytyjski historyk Norman Davies ocenia liczbę śmiertelnych ofiar polityki Stalina na nie mniej niż 50 milionów ludzi.
Współcześnie przypuszcza się, że polityk miał paranoidalny stosunek do własnej osoby. Zdaniem psychiatry i psychologa Jerrolda M. Posta oraz politologa Roberta S. Robbinsa, którzy jako pierwsi podjęli próbę wyjaśnienia zachowań Stalina w tych kategoriach, żył on w urojonym świecie spisków i posiadał wszelkie cechy paranoika, np. podejrzliwość, ksobność (odnoszenie wszystkich zdarzeń do siebie), manię wielkości, wrogość oraz myślenie urojone. Wiedząc, że jest zły i okrutny, Stalin za pomocą projekcji mógł te cechy rzutować na innych, otaczających go ludzi, co pozwalało mu zachować spokój ducha.

## Sentyment za Stalinem w krajach byłego ZSRR

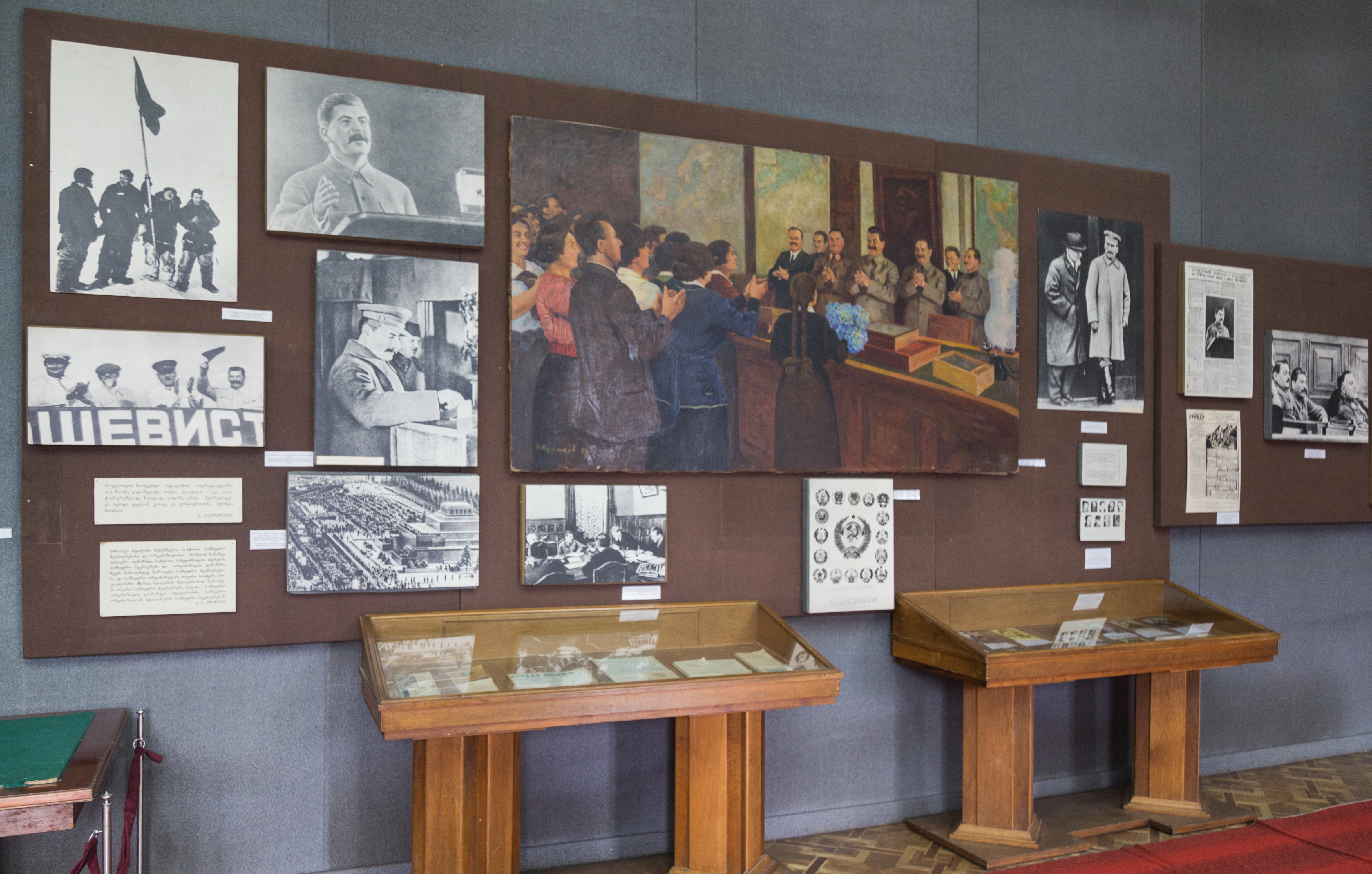
Muzeum Józefa Stalina w Gori, 2016

Pomimo upadku ZSRR, we współczesnej Rosji panuje bardzo silna tęsknota za Stalinem i jego polityką. Świadczą o niej badania rosyjskiej opinii społecznej, w świetle których polityk ten jest uważany za jedną z najpopularniejszych/najważniejszych postaci historycznych, ale także utrzymująca się popularność partii komunistycznej, której niektórzy przedstawiciele rządy Stalina uważają za wzorcowy okres w historii Rosji. Jedna ze struktur lokalnych partii komunistycznej zorganizowała akcję billboardową, promującą metody Stalina jako najlepszą receptę na kryzys gospodarczy (Woroneż, czerwiec 2009).
Także władze rosyjskie wykonują ruchy świadczące o planowym wykorzystywaniu nostalgii za okresem domniemanej świetności ZSRR. W drugiej połowie 2008 roku wydano zaaprobowany przez nie podręcznik do historii dla nauczycieli, według którego Stalin działał „całkowicie racjonalnie”, przeprowadzając czystki na milionach obywateli ZSRR w latach 30.
Sentyment za Stalinem silny jest także w Gruzji. Do dziś w Gori istnieje i cieszy się dużym powodzeniem poświęcone mu muzeum. Znajduje się tam również ulica Stalina oraz stacja kolejowa im. Józefa Stalina.